# Victoria-and-Albert-Akbar-nāma
Das Victoria-and-Albert-Akbar-nāma oder Erste Akbar-nāma ist die erste illustrierte Handschrift des Akbar-nāma, der Geschichte des Mogulherrschers Akbar und seiner Vorfahren aus der Feder Abu 'l-Fazls. Es handelt sich zugleich um die älteste Abschrift des Akbar-nāma, das nahezu zeitgleich mit diesem Manuskript entstand.
Noch bevor Abu 'l-Fazl seinen Text abgeschlossen hatte, wurden die schon abgefassten Kapitel von einem Kalligraphen kopiert und in den königlichen Ateliers bebildert. Diese Eile hatte zur Folge, dass nach einer Überarbeitung des Werkes durch den Autor massive Veränderungen an der bereits illustrierten Handschrift nötig wurden. Um die aufwendig angefertigten Buchmalereien in der revidierten Textfassung weiterverwenden zu können, mussten Texttafeln innerhalb der Bilder und auf deren Rückseiten mit dem neuen Wortlaut überklebt werden. Dadurch sind vor allem die Bildseiten der Handschrift ungewöhnlich dick.
Ein Teil des Manuskriptes mit 116 Bildern wird heute im Victoria and Albert Museum unter der Inventarnummer I.S. 2–1896 1-117 verwahrt. Die darin dargestellten Ereignisse liegen im Zeitraum zwischen 1560 und 1577. Der vorangehende Band dieses Akbar-nāma befindet sich im Golestanpalast in Teheran. Etwa 20 losgelöste Illustrationen sind auf verschiedene Museen und Sammlungen weltweit verteilt.
Über die genaue Datierung der Illustrationen herrscht in der Fachwelt keine Einigkeit. Durch ihre stilistische Nähe zu einer bebilderten Geschichte Timurs, dem Tīmūr-nāma (ca. 1584–1586), werden sie von manchen in die Zeit von 1586 bis 1587 eingeordnet, während andere, aufgrund der bekannten Abfassungszeit des Akbar-nāma, eine Entstehungsphase von 1590 bis 1595 annehmen.

## Geschichte der Handschrift
Das Manuskript besitzt kein Kolophon. Auf dem unteren Rand von Folio 84/117 (Bild Nr. 169, Rückseite) findet sich jedoch eine informelle Notiz, die lautet: „vollendet auf den Befehl von …(unleserlich)… im Monat Day des Jahres 40“. Damit ist das 40. Regierungsjahr Akbars gemeint, so dass sich ein Datum im Zeitraum vom 10. Dezember 1595 bis 9. Januar 1596 ergibt. Text und Bilder des Victoria-and-Albert-Akbar-nāma geben nur den Zeitraum von 1560 bis 1577 wieder. Neben dieser kleinen Inschrift geben mehrere Siegel und handschriftliche Anmerkungen auf dem recto des ersten Folios Hinweise auf den weiteren Verbleib des Manuskriptes: Jahangir bestätigt in einem Autograph die Übernahme des Werkes kurz nach seiner Thronbesteigung und stuft dieses Akbar-nāma als besonders wertvolles Manuskript „erster Klasse zweiten Grades“ ein. Als Nächstes hat Aurangzeb 1668/69 den Band mit seinem Siegel versehen lassen, danach ist das Werk zu einem nicht näher bestimmbaren Zeitpunkt aus der kaiserlichen Bibliothek verschwunden. Siegel aus den Jahren 1766 und 1794 weisen den Nawab von Rampur als neuen Besitzer aus.
Das weitere Schicksal des Buches lässt sich nur vage nachvollziehen. Da sich der erste Band des Victoria-and-Albert-Akbar-nāma im Golestanpalast befindet, liegt die Annahme nahe, dass dieser Band zu irgendeinem Zeitpunkt nach 1669 in den Iran gelangt ist. Der zweite Band ist in Indien verblieben, bis er von Major General Clarke, der von 1858 bis 1862 als hoher Verwaltungsbeamter in der Provinz Awadh tätig war, erworben wurde. Seine Witwe hat das Manuskript schließlich 1896 an das Victoria and Albert Museum verkauft. Im Museum ging man anfangs noch davon aus, dass es sich um ein bebildertes Āʾīn-i Akbarī handelte. Erst als Henry Beveridge 1905 das Museum besuchte, identifizierte er die Handschrift als ein Akbar-nāma.

## Die äußere Gestalt

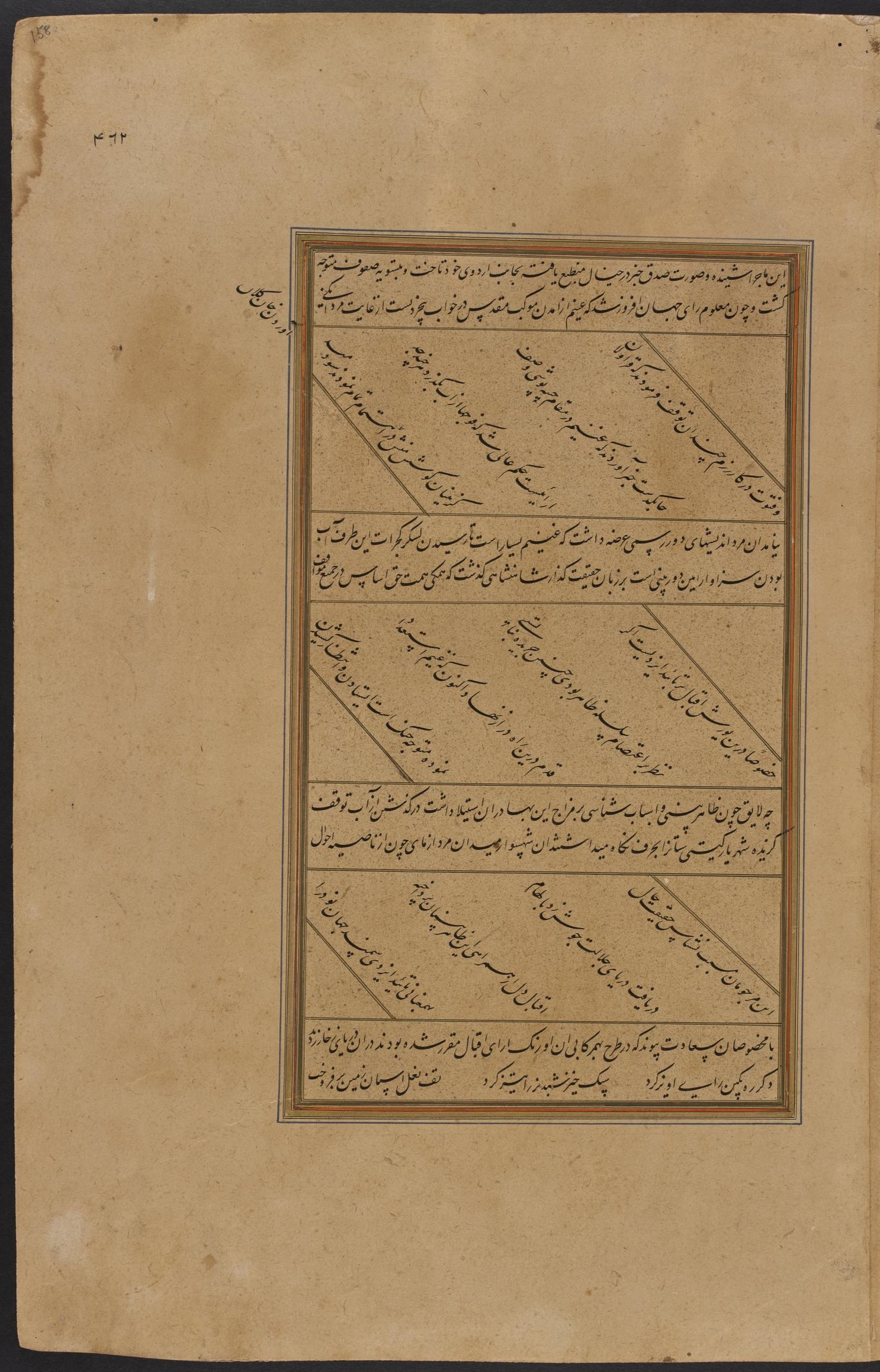
Eine Seite aus dem 1. Akbar-nāma, ca. 1590.

Die fragmentarische Handschrift im Victoria and Albert Museum umfasst 273 Folios mit 116 Illustrationen und einem illuminierten Frontispiz. Die Seiten haben eine Größe von 37,4 × 24,7 cm, die Textfelder mit 25 Zeilen, beschrieben in Nastaʿlīq, messen 24 × 13,4 cm. Die Bilder sind im Schnitt etwa 32,5 × 19,5 cm groß. Das Manuskript war bereits zum Zeitpunkt des Ankaufs durch das Victoria and Albert Museum zum Teil in seine einzelnen Folios zerfallen, die locker zwischen zwei lackierten Buchdeckeln in einer Schachtel verwahrt wurden. Die insgesamt 116 Illustrationen hat man einzeln gerahmt, so dass sie ausgestellt werden können.
Eine Besonderheit der Handschrift sind die ungewöhnlich dicken Bildseiten und merkwürdig gestaltete Textfelder auf den Illustrationen. Bei einer Untersuchung der Handschrift hat John Seyller festgestellt, dass diese Auffälligkeiten eine Folge der nachträglichen Veränderung des Textes sind. Um die mit großem Aufwand angefertigten Bilder für einen anderen Text verwenden zu können, hat man die Rückseiten mit einer kompletten Textseite überdeckt und die Schriftfelder in den Illustrationen mit neuen, passenden Texttafeln überklebt. In manchen Fällen hat man den alten Wortlaut auch übermalt oder auf andere Weise unkenntlich gemacht, beispielsweise auf Bild 101. Folios, die auf der Vorder- und Rückseite nur Schrift besaßen, hatte man einfach durch neu beschriebene Blätter ersetzen können. Die Veränderungen sind nicht nur an den unterschiedlichen Farben des ursprünglichen und des später verwendeten Papiers zu erkennen, sondern auch an den manchmal übergroßen, manchmal schief aufgeklebten neuen Texttafeln (zum Beispiel Bild Nr. 110, 115, 116) sowie einer an wenigen Stellen noch sichtbaren Handschrift eines anderen, früheren Kalligraphen.
Der neue Wortlaut hat auf den Bildseiten andere Kustoden erfordert. Häufig hat der Schreiber einfach die aktuelle Kustode neben die frühere geschrieben. Manchmal erscheint eine Kustode sowohl auf der Vorder- als auch auf der Rückseite eines illustrierten Folios – ein Hinweis darauf, dass das Blatt bei der Neugestaltung des Buches umgedreht, also von einem recto in ein verso verwandelt wurde oder umgekehrt.
Schließlich musste der neue Text so eingepasst werden, dass die Erzählung am richtigen Punkt auf die zugehörige Illustration trifft. Dazu hat der Kalligraph das Tempo der Erzählung zuweilen künstlich durch schräg gestellte Zeilen verlangsamt.

## Die Datierung der Illustrationen
Abu 'l-Fazl hatte im Jahre 1589 erstmals den Auftrag zur Abfassung von Akbars Regierungsgeschichte erhalten und den ersten Teil des Textes, der die Zeit bis zum Jahr 1572 behandelt, im April 1596 überreicht. Zwei Jahre später war die Fortsetzung des Werkes bis zum Jahr 1598 fertiggestellt. Die Illustrationen der vorliegenden Handschrift ordnet das Victoria and Albert Museum dem Zeitraum von ca. 1592–1594 zu. Die Frage nach der Entstehungszeit ist jedoch umstritten.
Grob gesagt gibt es zwei verschiedene zeitliche Einordnungen: eine Gruppe von Fachleuten datiert die Bilder in die Zeit von ca. 1590–1595, eine andere auf 1586–1587. Letztere schließt sich der Einschätzung von Seyller an. Er hatte nachweisen können, dass die Illustrationen älter sind als der begleitende Text und daraus gefolgert, dass die Bilder zu einer früheren, nicht näher bekannten Akbar-Geschichte gehören – eine These, die Milo Beach, ein früherer Direktor der Freer Gallery of Art, ähnlich bereits 1981 vorgetragen hatte. Die Datierung der Illustrationen könne somit unabhängig von der Abfassung des Akbar-nāma nach rein stilistischen Gesichtspunkten vorgenommen werden. Nach einer eingehenden Abwägung der künstlerischen Eigenarten verortet er die Miniaturen zeitlich zwischen dem Tārīkh-i khāndān-i Tīmūriyya von 1584/86 und dem Rāmāyana von 1589, wobei er eine Entstehung in den Jahren 1586/87 für wahrscheinlich hält.
Den Ausführungen Seyllers widerspricht vor allem Susan Stronge, Kuratorin am Victoria and Albert Museum. Sie ist in ihren Untersuchungen zu dem Schluss gekommen, dass es sich bei dem Text, für den die Bilder ursprünglich angefertigt wurden, lediglich um eine der älteren Versionen von Abū 'l-Fazls Werk handelt. Wobei auch der jetzige Text noch nicht der bekannten Edition des Akbar-nāma entspricht. Die auffälligsten Unterschiede sind der abrupte Textbeginn im Jahre 1560, der so mit keiner der bekannten Bandunterteilungen übereinstimmt, das fehlende lange Nachwort nach Beendigung der ersten dreißig Lebensjahre Akbars und die ebenfalls fehlende Einleitung zum nächsten Band.
Abu 'l-Fazl hat seinen Text mehrfach überarbeitet. Eine der frühen Fassungen war laut dem zeitgenössischen Geschichtswerk Tabaqāt-i Akbarī bereits 1592/93 in Umlauf. Daher könne die Arbeit an einem bebilderten Akbar-nāma-Manuskript schon 1592 oder sogar schon 1590 begonnen haben, so Stronge. Auf jeden Fall aber seien die Bilder für ein Akbar-nāma angefertigt worden. Und da dieses erst 1589 in Auftrag gegeben wurde, sei es unmöglich, dass die zugehörigen Illustrationen, wie von Seyller vorgeschlagen, bereits 1586/87 entstanden sind. Auf die stilgeschichtlichen Argumente Seyllers geht sie daher nicht ein.

## Vorbilder imTārīḫ-i ḫandān-i Tīmūriyya
Seyllers Schlussfolgerungen knüpfen an Überlegungen von Milo Beach an, dass die Illustrationen des Ersten Akbar-nāma für eine frühere Biographie Akbars gedacht gewesen sein könnten, möglicherweise eine Art Fortsetzung der Geschichte der Nachkommen Timurs (pers. Tarīḫ-i ḫandān-i Tīmūriyya). Dieses reich bebilderte Werk, auch Tīmūr-nāma genannt, war die erste historische Handschrift, die ab 1584 zusammen mit dem Tari-i aḫlfi (pers. Geschichte der 1000 Jahre) am Mogulhof verfasst und illustriert wurde.
Dass die Bilder des Akbar-nāma denen des Tīmūr-nāma stilistisch eng verwandt sind, liegt nicht nur daran, dass die Maler in der späteren Handschrift auf ein kompositionelles Vokabular zurückgreifen konnten, das bereits durch das Tīmūr-nāma etabliert war. Es war sogar eine ganze Anzahl derselben Maler an beiden Handschriften beteiligt: Basawan, Laʿl, Miskin, Jagan und Kesav Kalan waren hier wie dort für die Komposition zuständig. Weitere Künstler, die vor allem mit der farbigen Ausführung betraut waren, finden sich ebenfalls in beiden Manuskripten.
Die Ähnlichkeiten in den Handschriften werden besonders deutlich bei Episoden aus dem Leben Akbars, die in beiden Manuskripten vorkommen. Zwei Illustrationen im Ersten Akbar-nāma zur Belagerung von Ranthambhor haben jeweils einzelne Elemente aus der „Belagerung von Chitor“ im Tīmūr-nāma übernommen. Die enge Verwandtschaft zwischen den beiden Handschriften zeigt sich auch in der „Schlacht von Sarnal“, während die entsprechende Illustration im Zweiten Akbar-nāma völlig anders aussieht. Hier ist der Dornenwald zu einer kompakten Hecke zusammengeschrumpft und die meisten Reiter galoppieren mit gezücktem Säbel recht einheitlich voran. Von der Lebendigkeit der früheren Bilder ist einiges verlorengegangen.

Tīmūr-nāma: Belagerung von Chittor. Paras.
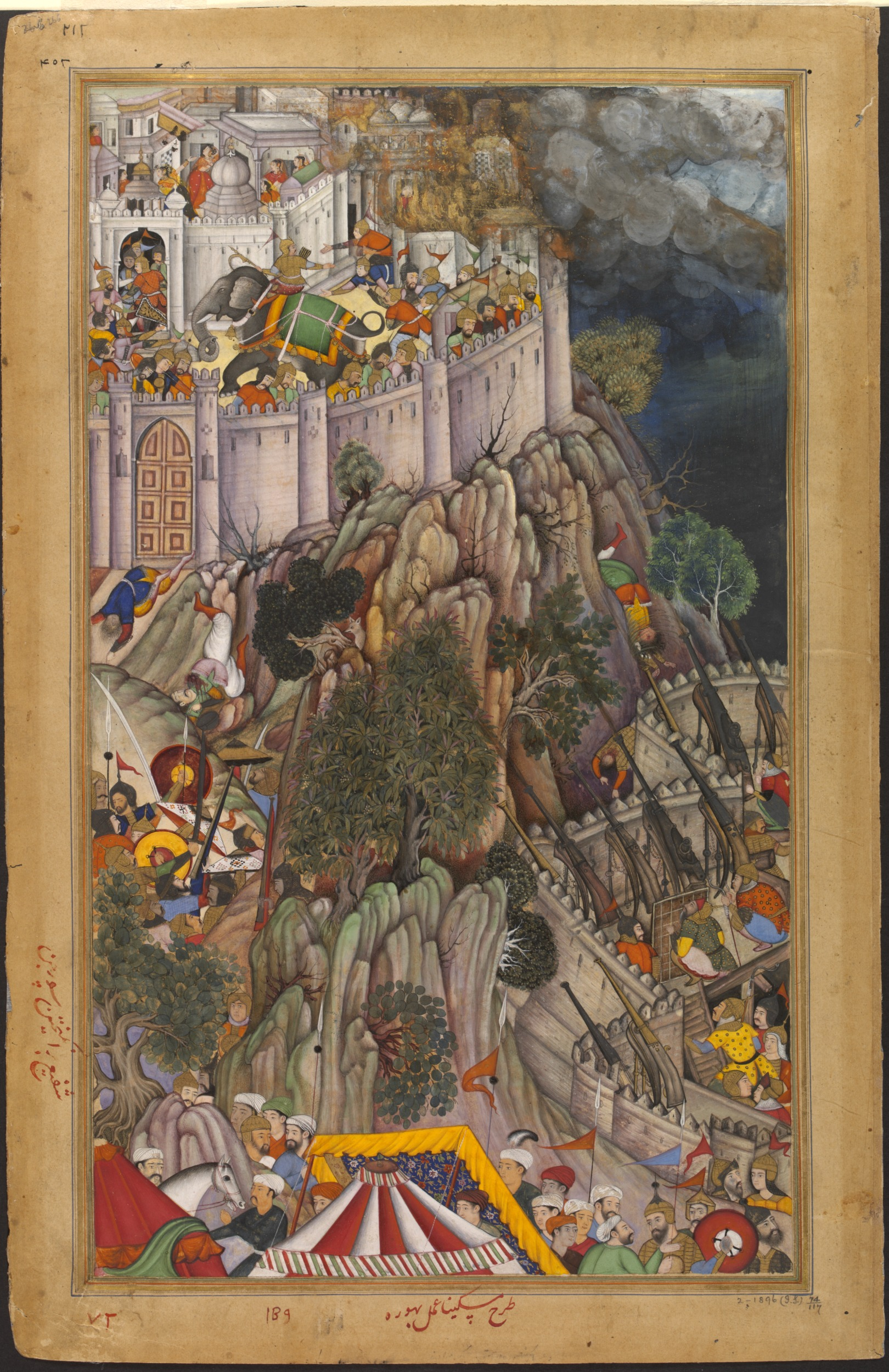
Erstes Akbar-nāma: Belagerung von Ranthambhor (Bild 159). Miskina.
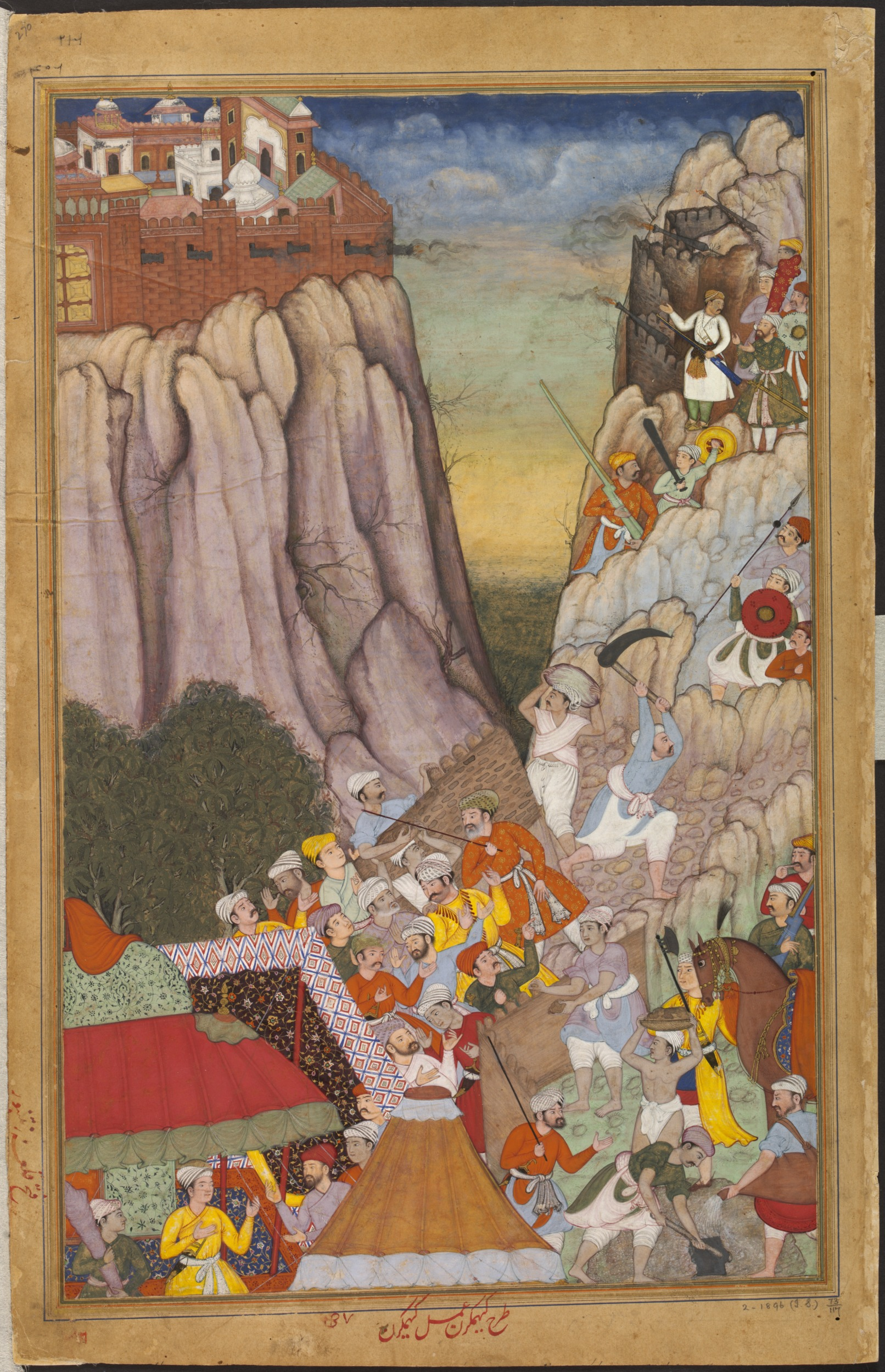
Erstes Akbar-nāma: Belagerung von Ranthambhor (Bild 157). Khem Karan.
Tīmūr-nāma: Schlacht von Sarnal. Banwari Khurd.
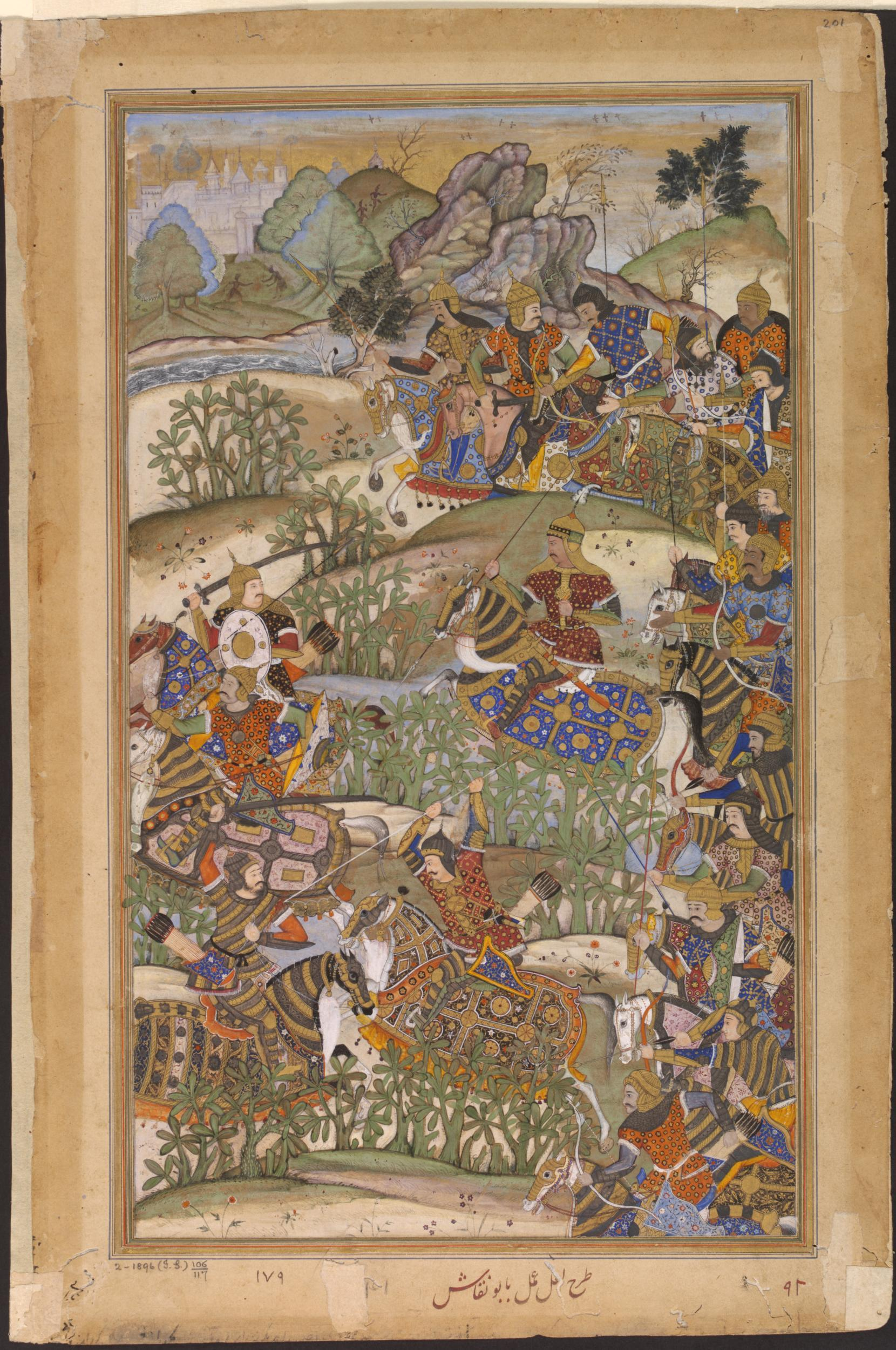
Erstes Akbar-nāma: Schlacht von Sarnal (Bild 179). Laʿl.
Zweites Akbar-nāma: Schlacht von Sarnal (Bild 123). Surdas.

## Die Reihenfolge der Illustrationen
Die illustrierten Ereignisse des Victoria-and-Albert-Akbar-nāma liegen in der Zeit zwischen November 1560 und 1577. Die kurz nach dem Kauf vorgenommene Nummerierung der Bilder durch das Museum entspricht nicht ihrer tatsächlichen Reihenfolge im Werk. Auf den Rändern der Illustrationen stehen verschiedene Zahlenreihen; diejenige mittig auf dem unteren Rand, meist in Rot geschrieben, ist die maßgebliche. Die anderen in Rot und Schwarz beziehen sich vermutlich auf frühere Anordnungen der Bilder. Die Reihung beginnt mit Nummer 82 auf Fol. 2/117 und endet mit Nummer 197 auf Fol. 114/117. Das bedeutet, dass aus der Sequenz von 116 Bildern im vorliegenden Band keines fehlt, und dass ein erster Band 81 Bilder umfasst hat. Aus diesem ersten Band stammt wahrscheinlich auch eine Anzahl von Bildern, die Zahlen zwischen 7 und 45 tragen. Sie befinden sich in verschiedenen Museen und Sammlungen. Lediglich eine losgelöste Illustration gehört zu einem späteren Ereignis (April 1578); sie wird in der British Library (Johnson Album 8,4) verwahrt und folgt zeitlich unmittelbar auf die Serie im Victoria and Albert Museum.

## Inhalt der Bilder
Die Bilder im Victoria and Albert Museum spiegeln die Ereignisse vom 5. bis zum 22. Regierungsjahr Akbars. Dabei zeigt sich, dass die Illustrationen nicht ganz gleichmäßig über den Text verteilt wurden, sondern bestimmte Schwerpunkte haben. Mit 19 Miniaturen (100, 101, 121, 128, 129, 131–134, 141–150) nehmen die verschiedenen Rebellionsversuche der Usbeken, die etwa von Juli 1561 bis Juli 1567 andauerten, den größten Raum ein. Der Usbekenaufstand, angeführt von ʿAlī Qulī Khān Zamān und seinem Bruder Bahādur Khān, war nicht nur eine der längsten, sondern auch eine der gefährlichsten Episoden für den jungen Mogulherrscher und letztlich ausschlaggebend für die nachfolgende Umstrukturierung des Heeres.
Große Bedeutung wurde offensichtlich auch der Jagd mit 15 Illustrationen zugemessen (82, 97, 98, 99, 119, 120, 124, 125, 135, 136, 155, 156, 169, 173, 174).
Der Kampf gegen die Mirzas war eng verbunden mit der Eroberung Gujarats und erstreckt sich über zwölf Bilder (179–190). Die Mirzas waren ebenso wie Akbar Nachkommen Timurs. Ihr Großvater bzw. Vater Muhammad Sultān Mīrzā war ehemals mit Bābur nach Indien gekommen. Sie hatten Akbars Oberherrschaft abschütteln wollen und sich kurzzeitig mit den Usbeken verbündet. Ibrāhīm Husayn Mīrzā, Muhammad Husayn Mīrzā und Shāh Mīrzā war es schließlich gelungen, die Städte Baroda, Surat und Champaner einzunehmen. Als Akbar versuchte, sein Reich in Richtung Südwesten auszudehnen, gehörten sie zu den gefährlichsten Gegnern in Gujarat.
Insgesamt neun Illustrationen zeigen die Belagerung und Einnahme der Rajputenfestungen Chittor und Ranthambhor (151–154 und 157–161).
Von der Bedeutung der Milchverwandtschaft zeugen schließlich fünf Miniaturen, in denen es um Akbars Amme Māham Anaga und ihre Söhne (88, 89, 95, 96, 109) geht.

## Die Maler
Das 1. Akbar-nāma wurde, wie die meisten der bildreichen historischen Handschriften, im Team angefertigt. Dabei war ein erfahrener Meister für die Komposition (pers. ṭarḥ) zuständig, während ein zumeist jüngerer Kollege für die eigentliche Ausführung (pers. ʿamal) in Farbe verantwortlich war. Um eine korrekte und ansehnliche Darstellung von Akbar oder anderen hohen Persönlichkeiten sicherzustellen, wurden außerdem Spezialisten für die Gesichter (pers. chihra) eingesetzt. Da die Maler teilweise nach Leistung bezahlt wurden, sind ihre Namen und ihre Tätigkeit häufig unterhalb der Bilder vermerkt worden. Auf den Seiten im Victoria and Albert Museum sind viele dieser Angaben noch vorhanden. Die Entwürfe stammen von insgesamt zwölf Malern, von denen die prominentesten folgende sind: Laʿl (mindestens 19 Miniaturen), Miskīn(ā) (mindestens 18 Miniaturen), Kesav Kalān (16 Miniaturen), Basāwan (zehn) und Jagan (zehn). Etwa dreißig weitere Maler kümmerten sich um die Farbgebung (ʿamal), wobei sich die genaue Anzahl der Beteiligten nicht ganz sicher ermitteln lässt: Die meisten kommen aus dem nicht-muslimischen indischen Umfeld und die persische Umschreibung ihrer Namen ist nicht immer einheitlich. Außerdem kommen dieselben Namen zuweilen mehrfach vor; die Maler werden dann durch ein kalān (der Ältere) oder khurd (der Jüngere) näher gekennzeichnet, wobei dieser Zusatz aber nicht in allen Fällen notiert ist.
Bei der Zusammenarbeit scheint es gewisse Vorlieben gegeben zu haben: Sānwala hat nur Entwürfe von Laʿl koloriert (Nr. 89, 120, 138, 173, 180), Sarwān bis auf eine Ausnahme (Nr. 98) nur die von Miskīn(a) (Nr. 126, 135, 151, 178, 197).
Spezialisten für die Gesichter waren vor allem Mādhav (sieben Bilder, davon eins mit acht Porträts), Basāwan (vier), Kesav Kalān (drei), Miskīn(ā) (fünf), und Nānhā, Sanwāla, Mukund (je eins).
Die jungen Maler Manohar (Nr. 155), Sohn von Basāwan, und Mansūr (Nr. 136, 187) sind bereits im Atelier tätig und haben erste Aufgaben für die farbliche Ausgestaltung erhalten. Sie werden zwanzig Jahre später unter Jahāngīr leitende Positionen einnehmen.
Die Anfertigung der Miniaturen war ein sehr zeitintensiver Prozess. Auf insgesamt 15 Bildern des Victoria and Albert-Manuskripts finden sich noch erkennbare Reste von Notizen, die eine Dauer von 42 (Nr. 191) bis 68 Tagen (Nr. 161) für den Herstellungsprozess belegen. Besonders deutlich ist ein solcher Vermerk am Rand unten rechts von Bild 120 sichtbar.

## Verstreute Illustrationen des1. Akbar-nāma
| Nr.                                   | Bild | Dargestelltes Ereignis | Fundstelle bei Beveridge (B) und in der persischen Edition (P) | Maler                                            | Aufbewahrungsort                                                         |
| ------------------------------------- | ---- | --- | -------------------------------------------------------------- | ------------------------------------------------ | ------------------------------------------------------------------------ |
|                                       |      | Illuminierte Anfangsseite des Textes. – Foliogröße 35,2 × 18 cm; Bildgröße 32 × 16 cm. | B I: 1–5 P I: 1–2                                              | ʿamal Mansūr naqqāsh                             | München, Museum Fünf Kontinente, Inv.-Nr. 77-11-309                      |
| (6)                                   |      | Die Geburt Timurs, des Stammvaters der indischen Moguldynastie. Timur wurde im 14. Jh. in einen Nomadenstamm Zentralasiens geboren. Die Maler berücksichtigen diese Umstände in keiner Weise, sondern präsentieren das Geschehen in einer mogulzeitlichen Palastumgebung. Der Maler Shiv Das wählt dazu eine standardisierte Form, die ähnlich für fast alle Prinzengeburten in den verschiedenen historischen Werken der Akbar-Zeit verwendet wird (vgl. Nr. 162 und 165). – Foliogröße 37 × 24,5 cm; Bildgröße 29 × 18 cm. | B I: 205                                                       | ṭarḥ wa ʿamal: Shīv Dās chihra nāmī: Miskīnā     | Paris, Musée Guimet, M.A. 5674                                           |
| 7                                     |      | Bei der Schlacht bei Ankara im Juli 1402 wird Sultan Bayezid I. gefangen genommen. Der Text auf der Illustration berichtet, dass Timur ihn mit großer Freundlichkeit behandelt und ihm bei seiner Audienz einen Ehrenplatz oberhalb der Prinzen zugewiesen habe. – Bildgröße 34 × 21 cm. | B I: 209–11 P I: 79–80                                         | ʿamal: Dharm Dās                                 | New York, Metropolitan Museum of Art, 35.64.4                            |
| Babur-Zeit                            |      | |                                                                |                                                  |                                                                          |
| 8                                     |      | Akbars Großvater Babur hat die Festung von Kabul eingenommen und hält nun darin eine Audienz ab (Oktober 1504). Durch die Texttafeln lässt sich das Bild eindeutig zuordnen, dennoch scheint die Illustration eigentlich für ein späteres Ereignis in der Zeit von Akbars Vater Humayun angefertigt worden zu sein. Die Kopfbedeckung ist ein spezieller Typus, den erst Humayun erfunden und als tāj-i ʿizzat (pers. „Krone der Ehre“) bezeichnet hat. Khwandamir (st. 1535), ein Enkel von Mīrkhwānd, gibt eine genaue Beschreibung davon. Die Textfelder wurden nachträglich bearbeitet und das untere so erweitert oder neu eingeklebt, dass das Gesicht eines Mahut dadurch verdeckt ist. | B I: 228 P I: 89                                               | ʿamal: Mahish chihra nāmī: Basāwan               | Washington D.C., Freer Gallery of Art, F1945.27                          |
| (9)                                   |      | Die Miniatur ist nicht nummeriert und besitzt weder ein Textfeld noch einen Text auf der Rückseite, so dass die Einordnung allein durch das Bild selbst geschehen muss. Milo C. Beach hält es für eine Illustration der zweiten Eroberung Kabuls. Bildinhalt und Textinhalt entsprechen sich jedoch nicht. | B evtl. I:232                                                  | ṭarḥ: Farrukh ʿamal: Dhanu nāmī chihra: Dharmdās | San Diego Museum of Art, Edwin Binney 3rd Collection, 1990.288           |
| Humayun-Zeit                          |      | |                                                                |                                                  |                                                                          |
| 10                                    |      | Während sich die Heere von Humayun und Sultan Bahadur bei Mandsaur gegenüberstehen, flieht letzterer in Richtung Mandu (25. April 1535). Die junge Frau, die Sultan Bahadur so eng umschlungen auf dem Pferd mitnimmt, gibt Rätsel auf. Zwar gibt es die bekannte Liebesgeschichte von Rupmati und Baz Bahadur, dem Sultan von Malwa, aber für Sultan Bahadur ist keine solche Erzählung überliefert. – Bildgröße 33 × 19,2 cm; Seitengröße 36,9 × 24 cm. | B I: 303 P I: 132                                              | ʿamal: Bhūra chihra nāmī: Bhīmjīv                | Cincinnati Art Museum (1947.581)                                         |
| ?                                     |      | Als Humayuns Truppen 1535 vor Champaner stehen, lässt Sultan Bahadur die Stadt in Brand setzen und flüchtet selbst nach Cambay. | B I: 307 P I: 134                                              | ʿamal: Dharm Dās                                 | Los Angeles County Museum of Art, M.78.9.6                               |
| ?                                     |      | Kurz bevor Humayun nach Badakhschan zu einem Feldzug gegen seinen Bruder Mirza Kamran aufbrechen will und noch im Raum für die Wasserkannen steht, setzt sich ein weißer Hahn auf seine Schulter. Humayun deutet das als glückbringendes Zeichen für die bevorstehenden Schlachten. Juni 1548. – Bildgröße 32,7 × 19 cm. | B I: 525 P I: 274                                              | k. A.                                            | unbekannter Verbleib                                                     |
| 23                                    |      | In einer Schlacht gegen seinen Bruder Mirza Kamran vor Kabul (ca. Nov. 1550) wird der Kopf von Qaracha Khan zu Humayun gebracht. Qaracha Khan war zu Mirza Kamran übergelaufen und hatte viele Männer dabei mitgenommen. Humayun wurde unterstützt von Verstärkungstruppen, die Mirza Sulaymans Gemahlin ihnen zugeschickt hatte. – Foliogröße 36,8 × 24,4 cm; Bildgröße 31,4 × 19,7 cm. | B I: 570 P I: 304                                              | ʿamal: Bhura chihra nāmī: Miskīn                 | Philadelphia Museum of Art (1947-49-1)                                   |
| ?                                     |      | Schlacht vor Kabul zwischen den Armeen Humayuns und Mirza Kamrans, Nov. 1550. Als Letzterer erkennt, dass er die Stellung nicht wird halten können, flieht er über den Pass von Badpaj. Mirza Kamran ist oben zwischen den Felsen unterhalb des Dromedars zu sehen, sein Bruder Humayun etwas weiter unten im Bild mit goldener Rüstung. Das Dromedar im Hintergrund verweist möglicherweise auf das Ende der Schlacht, als Humayun zwei Kamele ohne Führer sieht, die mit Truhen beladen sind. Er holt die beiden Tiere selbst heran, und als die Truhen geöffnet werden, finden sich darin die Bücher der königlichen Bibliothek, die bei einer der vorangehenden Schlachten verlorengegangen waren. | B I: 570–571                                                   | ʿamal: Mahesh chihra nāmī: Padārat(h)            | Toronto, Agha Khan Museum of Islamic Art, AKM 133                        |
| ?                                     |      | Der Bruderkampf geht weiter. Am 20. November 1551 kommt es zu einem nächtlichen Überfall Mirza Kamrans mit afghanischen Kämpfern auf das Lager Humayuns. Letzterer trägt zwar den Sieg davon, aber sein Bruder Mirza Hindal, der auf seiner Seite gekämpft hat, kommt ums Leben. Mirza Kamran gelingt erneut die Flucht. | B I: 582 P I:312                                               | k. A.                                            | Teheran, Golestan Palace Library No. 2253                                |
| ?                                     |      | Ende Dezember 1551 erhält der neunjährige Akbar alle Diener und das Jagir Ghazni seines verstorbenen Onkels Mirza Hindal, damit er „durch die Verwaltung eines Teils an das Verwalten des Ganzen gewöhnt werden möge.“ Die Namen der 14 wichtigen Persönlichkeiten, die aus dem Dienst von M. Hindal an Akbar übergingen, werden einzeln aufgezählt; die Oberaufsicht oblag dem Atka Khan Khwaja Jalal ud-Din Mahmud. Möglicherweise handelt es sich bei den Personen, die um den Thron des jungen Prinzen versammelt sind, um den Khwaja und die erwähnten 14 Männer. Die Illustration kann nur ungefähr zugeordnet werden. Sie ist lediglich als Ausschnitt und ohne rückseitigen Text veröffentlicht. | B I: 586–587                                                   | k. A.                                            | Teheran, Golestan Palace Library No. 2253                                |
| ?                                     |      | Dieses Bild geht entweder dem obigen unmittelbar voraus und zeigt dann Akbars Ankunft in Ghazni, oder es stellt seine Begrüßung in Kabul dar, in das er sich kurz nach seiner Übernahme Ghaznis begeben sollte. Diese Illustration ist nur als Ausschnitt veröffentlicht. | B I: 587                                                       | tarh: Jagan                                      | Teheran, Golestan Palace Library No. 2253                                |
| ?                                     |      | Akbar besucht in Ghazni den Einsiedler Baba Bilas (Dez. 1551/Jan. 1552). Hinter dem Eremiten ist der Eingang zu einer Höhle sichtbar. Die Elefanten, die im Bild zu sehen sind, hatte Akbar zu dieser Zeit noch nicht. – Das Bild wurde beschnitten und hat jetzt eine Größe von 28,9 × 17,2 cm. | B I: 596/97                                                    | k. A.                                            | Dublin, Chester Beatty Library 11A.26                                    |
| 32                                    |      | Diese Szene mit Humayun lässt sich keiner genauen Textpassage zuordnen. Möglicherweise handelt es sich um eine Audienz in Qandahar im Januar 1554: Khwaja Ghazi, der in Humayuns Auftrag in Persien war, kehrt soeben mit Geschenken von dort zurück. | B evtl. I: 611                                                 | ʿamal: Dharm Dās chihra nāmī: Laʿl               | Genua, Bruschettini Foundation for Islamic and Asian Art                 |
| 36                                    |      | Der Text auf der Rückseite des Bildes beschreibt die Schlacht von Machhiwara im Mai 1555, bei der die Mogularmee unter Bairam Khan das Heer der afghanischen Sur-Dynastie besiegt. Bei dieser Schlacht war Humayun jedoch gar nicht zugegen. Unter der Miniatur befindet sich eine der üblichen Zusammenfassungen des Bildgeschehens: Ǧang kardan-i laškar-i ḥażrat Ǧannat Āšiyānī bā Afġānān wa fatḥ namūdan dar ḥīnī ki urdū-yi ẓafar-qarīn mutawaǧǧih-i fatḥ-i Hindustān būd. „Der Kampf der Armee Seiner Majestät Jannat Ashiyani mit den Afghanen in dem Augenblick, als das siegreiche Heer auf dem Weg zur Eroberung Indiens war.“ Die zentrale Persönlichkeit zu Pferd wird hier ausdrücklich als Jannat Ashiyani (= Humayun) bezeichnet. Das lässt darauf schließen, dass sich die Illustration eher auf die Schlacht von Sirhind bezieht, die wenig später am 22. Juni 1555 in Anwesenheit Humayuns stattgefunden hat. An diesem Tag haben die Moguln einen entscheidenden Sieg über Sikandar Shah Sur errungen, der den Weg nach Delhi frei gemacht hat. | B I: 626 P I: 345                                              | Atelier-vermerke unleserlich                     | Cleveland Museum of Art, 1971.77                                         |
| 40                                    |      | Humayun war unerwartet durch einen Sturz ums Leben gekommen. Sein Sohn Jalāl ud-Dīn Muhammad, allgemein unter seinem Epitheton „Akbar“ bekannt, wird am 14. Februar 1556 gekrönt. Die Amtsgeschäfte führt aber während der nächsten Jahre noch Bairam Khan, der maßgeblich an der Rückeroberung Indiens beteiligt war. Drei Tage nach den Krönungsfeierlichkeiten hält Akbar eine große Versammlung ab, zu der auch Shah Abu 'l-Maʿali eingeladen ist. Da er ein enger Vertrauter Humayuns gewesen war, nahm er an, auch jetzt eine Sonderstellung am Hofe einzunehmen. Durch diese Fehleinschätzung verhielt er sich laut Abu 'l-Fazl so unangemessen, dass er verhaftet und in ein Gefängnis nach Lahore gebracht wurde. Er konnte zwar von dort entkommen, aber es gab doch ein böses Ende, vgl. Bild Nr. 114. Die Person im Zentrum des Bildes, zur Linken Akbars, ist ohne Zweifel Bairam Khan. | B II: 28–29                                                    | ṭarḥ: Basāwan ʿamal: Shankar                     | Art Institute of Chicago, 1919.898                                       |
| 1. Regierungsjahr Akbars (1556–1557)  |      | |                                                                |                                                  |                                                                          |
| 45                                    |      | In der Zweiten Schlacht von Panipat am 5. November 1556 kämpft die Mogularmee gegen die Truppen von ʿAdil Shah Sur unter der Führung seines Feldherrn Hemu. Durch den Tod Hemus, der auf seinem Elefanten von einem Pfeil ins Auge getroffen wird, gelingt den Moguln schließlich der Sieg. Die Illustration ist sehr wahrscheinlich die linke Hälfte einer doppelseitigen Komposition. Auf der rechten Seite dürfte Hemu auf seinem Elefanten zu sehen gewesen sein. | B II: 58–64                                                    | ṭarḥ: Kānhā ʿamal: Bandī                         | Melbourne, National Gallery of Victoria, Felton Bequest 1976 (AS24-1976) |
| 2. Regierungsjahr Akbars (1557–1558)  |      | |                                                                |                                                  |                                                                          |
| ?                                     |      | Kaum war das Heer von ʿAdil Shah Sur besiegt, musste ein weiterer Spross der Sur-Dynastie bekämpft werden: Sikandar Sur bedrohte das Reich im Gebiet nördlich von Amritsar. Beim Vorrücken der Mogularmee zog sich Sikandar in die Festung Mankot in den Siwaliks zurück, wo er sechs Monate lang der Belagerung standhielt. Am 24. Juli 1557 ergab er sich, nachdem er, durch Fürsprache von Bairam Khan, offiziell in den kaiserlichen Dienst aufgenommen wurde. Er erhielt ein Jagir in Bihar, sein Sohn blieb jedoch als Geisel am Mogulhof. Die Illustration ist auf der Rückseite mit einer Kalligraphie aus dem 19. Jh. beklebt; es gibt folglich keinen Text, der die Einordnung erleichtert. Die Identifikation der Szene mit dem Ende der Belagerung von Mankot erfolgte durch die Zuordnung verschiedener Elemente: Eine Festung in den Bergen, aus der Sänften und andere Dinge getragen werden, Akbars sehr jugendliches Aussehen und Bairam Khan mit seiner speziellen Kopfbedeckeung aus der Zeit Humayuns, dessen Gestik zu einer Fürsprache passt. Das Bild ist beschädigt und beschnitten und misst 34 × 20,5 cm. Es gibt kein anderes Ereignis innerhalb des in Frage kommenden Zeitrahmens, das hier passt. | B II: 90–91                                                    | k. A.                                            | unbekannter Verbleib                                                     |
| 19. Regierungsjahr (1574–1575)        |      | |                                                                |                                                  |                                                                          |
| x                                     |      | Diese Miniatur bezieht sich auf Akbars Reise in die Ostprovinzen, um dort den Sultan von Bengalen, Da’ud Khan Kararani, zu unterwerfen. Die Hinreise geschieht von Agra aus mit Booten auf der Yamuna bis nach Patna, wo Hofstaat und Heer nach sechs Wochen am 4. August 1574 ankommen. Abu 'l-Fazl gibt eine recht genaue Beschreibung der Boote, die am Bug alle mit Tierköpfen verziert waren. Genau diese Boote sind in der Illustration zu sehen. Auch Akbars Alter zu dieser Zeit, 32 Jahre, passt zu seinem Aussehen im Bild. Dennoch ist die Einordnung des Bildes problematisch. Die zugehörige Textpassage findet sich im Akbar-nāma III: 120–135 und damit in dem Teil der Handschrift, die im Victoria and Albert Museum liegt. Da es keine Anhaltspunkte gibt, dass eine Illustration aus diesem Teilband fehlt, kann die Zugehörigkeit zum 1. Akbar-nāma nur eingeschränkt gelten. Wahrscheinlich handelt es sich hier um eine sehr frühe Miniatur, die später nicht mehr eingefügt wurde, als das Gesamtwerk seine endgültige Form erhalten hat. – Bildgröße 34 × 20,5 cm. | B III: 120–135                                                 | k. A.                                            | unbekannter Verbleib                                                     |
| 23. Regierungsjahr Akbars (1578–1579) |      | |                                                                |                                                  |                                                                          |
| ?                                     |      | Dies ist die einzige Illustration aus dem 1. Akbar-nāma, die sich auf eine Textpassage nach dem Ende des Victoria and Albert-Manuskriptes im September 1577 bezieht. Sie zeigt Akbar bei einer qamargha-Treibjagd im April 1578. Als die Tiere nach etwa vier Tagen zusammengetrieben waren, hatte Akbar ein mystisches Erlebnis. Aus Dankbarkeit für diese göttliche Gnade befiehlt Akbar die Freilassung der Tiere. – Bildgröße 30,6 × 18,5 cm. | B III: 345–347                                                 | k.a.                                             | London, British Library, Johnson Album 8, 4                              |

## Illustrationen des1. Akbar-nāmaim Victoria & Albert Museum
| Nr.                            | Bild                          | Dargestelltes Ereignis | Fundstelle bei Beveridge (B) und in der persischen Edition (P) | Maler                                                       | Inventarnummer                |
| 5. Regierungsjahr (1560–1561)  | 5. Regierungsjahr (1560–1561) | 5. Regierungsjahr (1560–1561) | 5. Regierungsjahr (1560–1561)                                  | 5. Regierungsjahr (1560–1561)                               | 5. Regierungsjahr (1560–1561) |
| ------------------------------ | ----------------------------- | --- | -------------------------------------------------------------- | ----------------------------------------------------------- | ----------------------------- |
|                                |                               | Hier beginnt der Text der Seiten im Victoria and Albert-Museum. In der zentralen goldenen Kartusche des illuminierten Seitenkopfes steht die Überschrift des Kapitels. | B II: 186 P II: 121, Zeile 8                                   | k. A.                                                       | IS. 2:1-1896                  |
| 82                             |                               | Akbar hilft erstmals persönlich beim Fang eines Geparden. | B II:186–7 P II: 121–2                                         | tarh: Tulsī ʿamal: Narāyan                                  | IS. 2:2-1896                  |
| 83                             |                               | Nach der gescheiterten Rebellion von Akbars Regent Bairam Khan begibt sich Akbar per Schiff von Delhi nach Agra. | B II: 187 P II: 122                                            | tarh: Tulsī ʿamal: Narāyan                                  | IS. 2:3-1896                  |
| 84                             |                               | Akbars Mutter im Schiff auf dem Weg nach Agra. | B II: 187 P II: 122                                            | tarh: Tulsī ʿamal: Durga                                    | IS. 2:4-1896                  |
| 85                             |                               | Ermordung von Bairam Khan durch Afghanen aus Rache für die Niederlage in der Schlacht von Machhiwara. 31. Januar 1561. | B II: 201–2 P II: 131                                          | tarh: Tulsī ʿamal: Tiriyyā                                  | IS. 2:5-1896                  |
| 86                             |                               | Bairam Khans Gemahlin und sein vierjähriger Sohn ʿAbd ar-Rahim werden in Sicherheit gebracht. | B II: 203 P II: 132                                            | Mukund                                                      | IS. 2:6-1896                  |
| 87                             |                               | Akbar empfängt Bairam Khans Sohn ʿAbd ar-Rahim im September 1561. Die jungen Diener neben und hinter dem Kaiser sind die Söhne von Amiren und Mansabdaren, die den qūr tragen: Bogen, Köcher, Schild und Schwert. Sie sind auch bei allen Ausritten zugegen und nehmen dann zusätzlich mehrere Standarten mit, die in rotes Tuch eingehüllt sind. Die Standarten und der qūr gelten ebenso als Insignien des Königtums wie der sāyabān oder āftābgīr, den der Diener oben rechts im blauen Gewand hält. Damit wird der Herrscher vor den Strahlen der Sonne geschützt. Abu 'l-Fazl gibt eine Beschreibung im Ā’īn-i Akbarī. | B II:203 P II: 132                                             | ʿamal: Anant                                                | IS. 2:7-1896                  |
| 88                             |                               | Hochzeitsfeier für Baqi Muhammad Khan, den Sohn von Akbars Amme Maham Anaga. (Auf einer Doppelseite mit 89.) | B II:205 P II: 133                                             | tarh: Laʿl ʿamal: Banwalī Khurd                             | IS. 2:8-1896                  |
| 89                             |                               | Hochzeitsfeier für Akbars Milchbruder Baqi Muhammad Khan. Maham Anaga sitzend, eine absolute Besonderheit, zur Rechten Akbars. Die beiden Männer auf der rechten Seite, ein älterer, ein jüngerer, begrüßen Akbar gerade mit einem taslīm. Dazu wird der Rücken der rechten Hand auf den Boden gelegt. Beim Aufrichten wird der Arm erhoben und die Handinnenseite auf den Scheitel gelegt. Das symbolisiert letztlich die völlige Unterwerfung: Man bringt sich selbst als Opfer dar. | B II: 205 P II: 133                                            | tarh: Laʿl ʿamal: Sānwala                                   | IS. 2:9-1896                  |
| 6. Regierungsjahr (1561–1562)  |                               | |                                                                |                                                             |                               |
| 90                             |                               | Niederlage und Flucht von Baz Bahadur, Herrscher des Sultanats von Malwa. (Rechte Hälfte einer doppelseitigen Komposition mit 91.) | B II: 213 P II: 137                                            | tarh: Jagan ʿamal: Qabūl Chela                              | IS. 2:10-1896                 |
| 91                             |                               | Niederlage und Flucht von Baz Bahadur. | B II: 213 P II: 137                                            | tarh: Jagan ʿamal: Banwālī Kalān                            | IS. 2:11-1896                 |
| 92                             |                               | Schlacht in Jaunpur gegen die Afghanen der Sūr-Dynastie. | B II: 216 P II: 139                                            | tarh: Kānhā ʿamal: Khīman Sangtarāsh                        | IS. 2:12-1896                 |
| 93                             |                               | Sieg des usbekischen Mogulgenerals ʿAli Quli Khan über die Afghanen in Jaunpur am Ufer der Gomti. | B II: 216 P II: 139                                            | tarh: Kānhā ʿamal: Banwālī Khurd                            | IS. 2:13-1896                 |
| 94                             |                               | Auf einem Eilmarsch nach Malwa kommt Akbar an der Festung Gagron vorbei. Der Gouverneur der Burg überreicht ihm freiwillig und kampflos die Schlüssel. | B II: 218 P II: 140                                            | tarh: keine Angabe ʿamal: Mādhav Kalān                      | IS. 2:14-1896                 |
| 95                             |                               | Akbars Milchbruder Adham Khan, der nach dem Sieg über Baz Bahadur die Beute eigenmächtig verteilt hatte, zeigt Akbar seine Unterwürfigkeit. Unten im Bild ist ein Gepard zu sehen, der eine Augenbinde trägt. Abu 'l-Fazl erklärt dazu im Ā’īn-i Akbarī, dass die Geparden dadurch bis zu ihrem tatsächlichen Einsatz ruhig gehalten wurden. | B II: 219 P II: 141                                            | Khem Karan                                                  | IS. 2:15-1896                 |
| 96                             |                               | Adham Khan richtet ein Fest für Akbar in Sarangpur aus, in dem er die Beute aus dem Feldzug gegen Baz Bahadur präsentiert – einschließlich der Tänzerinnen, die er ursprünglich für sich behalten wollte. | B II: 221 P II: 142–3                                          | tarh: Kesav Kalān ʿamal: Dharmdās                           | IS. 2:16-1896                 |
| 97                             |                               | Auf dem Rückweg von Sarangpur nach Agra begegnet der Mogulhofstaat nahe Narwar einer Tigerin mit fünf Jungen. Akbar tritt ihr allein entgegen und streckt sie mit einem Schwerthieb nieder. Die fünf Jungen werden von den Begleitern getötet. (Rechte Hälfte einer doppelseitigen Komposition mit 98.) | B II: 222 P II: 144                                            | tarh: Basāwan ʿamal: Tārā Kalān nāmī chihra: Basāwan.       | IS. 2:17-1896                 |
| 98                             |                               | Kampf gegen Tiger in der Nähe von Narwar. | B II: 223 P II: 144                                            | tarh: Basāwan ʿamal: Sarwan.                                | IS. 2:18-1896                 |
| 99                             |                               | Jagd von Akbar in der Umgebung von Agra. | B II: 226                                                      | tarh: Basāwan ʿamal: Dharmdās                               | IS. 2:24-1896                 |
| 100                            |                               | ʿAli Quli Khan Zaman und sein Bruder Bahadur Khan machen Akbar Geschenke, zu denen auch einige außerordentliche Elefanten gehören, die namentlich erwähnt werden. (Rechte Hälfte einer doppelseitigen Komposition mit 101.) | B II: 229 P II: 148                                            | tarh: Kesav rang āmīz: Chetar                               | IS. 2:19-1896                 |
| 101                            |                               | ʿAli Quli Khan Zaman und Bahadur Khan liefern Akbar ihre Tributzahlungen (peshkash) in Kara am Ganges, Juli 1561. | B II: 229 P II: 148                                            | tarh: Kesav Kalān rang āmīz: Chetar                         | IS. 2:20-1896                 |
| 102                            |                               | Akbar kämpft auf dem Musth-Elefanten Hawa’i gegen den Elefanten Ranbagh. Atka Khan, derzeit höchster Minister, versucht durch Rufen und Bitten, Akbar von dem gefährlichen Kampf abzubringen. (Rechte Hälfte einer doppelseitigen Komposition mit 103.) | B II: 234 P II: 151                                            | tarh: Basāwan ʿamal: Chetar                                 | IS. 2:21-1896                 |
| 103                            |                               | Als Ranbagh über eine Brücke aus Booten flüchtet, läuft Hawa’i hinterher. | B II: 234                                                      | keine Zuschreibung                                          | IS. 2:22-1896                 |
| 104                            |                               | Akbar in Ajmer am Grab von Muʿin ud-Din Chishti. | B II: 243                                                      | tarh: Basāwan ʿamal: Ikhlās chihra nāmī: Nānhā              | IS. 2:23-1896                 |
| 7. Regierungsjahr (1562–1563)  |                               | |                                                                |                                                             |                               |
| 105                            |                               | Schlacht um die Festung Merta auf dem Gebiet von Rai Maldev Rathor, Herrscher von Marwar. | B II: 250 P II: 162                                            | tarh: Mukund ʿamal: Khīman Sangtarāsh                       | IS. 2:25-1896                 |
| 106                            |                               | Nach der Eroberung von Bijagarh Fort und Burhanpur durch die Mogultruppen unter Pir Muhammad droht ein Angriff von Baz Bahadur und der Armee von Khandesh. Gegen den Rat seiner Männer, die lieber ihre Beute der letzten Schlachten in Sicherheit bringen wollen, besteht Pir Muhammad darauf, gegen Baz Bahadur zu kämpfen. Die Mogultruppen sind unterlegen, flüchten und wollen sich auf der anderen Seite des Narbada in Sicherheit bringen. Dabei ertrinkt Pir Muhammad. | B II: 259 P II: 168                                            | tarh: Miskīnā ʿamal: Paras                                  | IS. 2:26-1896                 |
| 107                            |                               | Ein hochrangiger Gesandter von Shah Tahmasp I. übermittelt dessen Beileidswünsche zum Tode Humayuns und die Glückwünsche zur Thronbesteigung Akbars. (Rechte Hälfte einer doppelseitigen Komposition mit 108.) | B II: 262 P II: 170                                            | tarh: Laʿl ʿamal: Nand, Sohn von Rāmdās                     | IS. 2:27-1896                 |
| 108                            |                               | Sayyid Beg, der safawidische Gesandte, hat edle Pferde, kostbare Stoffe und verschiedene Raritäten als Geschenke mitgebracht. | B II: 262 P II: 170                                            | tarh: Laʿl ʿamal: Ibrāhīm Kahār                             | IS. 2:28-1896                 |
| 109                            |                               | Adham Khan lässt Atka Khan, den höchsten Wesir des Reiches, in der Audienzhalle ermorden, weil er auf dessen hohe Stellung eifersüchtig ist. Akbar persönlich streckt seinen Milchbruder mit einem Faustschlag nieder und gibt Befehl, ihn von der Empore der Audienzhalle zu stürzen. Da Adham Khan nach dem ersten Sturz noch nicht tot ist, wird er nochmals nach oben gebracht und ein zweites Mal hinuntergeworfen. 16. Mai 1562. | B II:272 P II: 176                                             | tarh: Miskīn ʿamal: Shankar nāmī chihra: Miskīn             | IS. 2:29-1896                 |
| 110                            |                               | Munʿim Khan, der Adham Khans Eifersucht auf Atka Khan geschürt hatte, flüchtet nach dessen Ermordung aus Sorge vor Bestrafung. Er will sich in Kabul in Sicherheit bringen. Nach sechstägiger Reise wird er jedoch festgenommen und an den Hof zurückgebracht. | B II: 279 P II: 180                                            | tarh: Jagan ʿamal: Nāmān                                    | IS. 2:30-1896                 |
| 8. Regierungsjahr (1563–1564)  |                               | |                                                                |                                                             |                               |
| 111                            |                               | Sieg über Adam, Sultan des Gakhar-Clans in der Pothohar-Region. | B II: 299–300 P II: 193                                        | tarh: Tulsī ʿamal: Bhawānī chihra: Sānwala                  | IS. 2:31-1896                 |
| 112                            |                               | Sharaf ud-Din Husayn, ein Schwager des Kaisers, war in Ungnade gefallen. Daher teilte Akbar dessen Jagir in Ajmer Husayn Quli Khan zu. Sharaf ud-Din Husayns Stellvertreter in Ajmer, Tarkhan Diwana, auf dem Bild im gelben Gewand, übergibt die Festung nur widerwillig nach kurzer Belagerung an Husayn Quli Khan. | B II: 304–5 P II: 196                                          | tarh: Laʿl ʿamal: Nāmān chihra nāmī: Mukund                 | IS. 2:32-1896                 |
| 113                            |                               | Missglücktes Attentat auf Akbar in Delhi. Der Attentäter wird sogleich getötet. | B II: 313 P II: 201                                            | tarh: Jagan ʿamal: Bhawānī Kalān chihra nāmī: Mādhav        | IS. 2:33-1896                 |
| 9. Regierungsjahr (1564–1565)  |                               | |                                                                |                                                             |                               |
| 114                            |                               | Abu’l Maʿali, früher ein Vertrauter Humayuns, war unter Akbar in Ungnade gefallen und hatte in Kabul bei Akbars zehnjährigem Halbbruder Mirza Muhammad Hakim und dessen einflussreicher Mutter Mah Chuchak Begam Zuflucht gesucht. Seine hohe Abkunft bewog Mah Chuchak, ihn mit ihrer Tochter zu verheiraten. In seinem Streben nach unbeschränkter Herrschaft ermordet Abu’l Maʿali aber schon wenige Monate später die Begam und einige ihrer Ratgeber und bringt den Mirza in seine Gewalt. Mirza Sulayman, ehemals von Humayun als Gouverneur von Badachschan eingesetzt, greift in Kabul ein. Mirza Muhammad Hakim lässt Abu 'l-Maʿali schließlich hinrichten. | B II: 321 P II: 207                                            | tarh: Jagan ʿamal: Asīr                                     | IS. 2:34-1896                 |
| 115                            |                               | Rani Durgavati, die Herrscherin von Garha im Norden Gondwanas, führt ihre Truppen in die Schlacht gegen die Moguln und tötet sich schließlich selbst mit ihrem Dolch, als ihre Niederlage abzusehen ist. Man erkennt auf dieser Seite deutlich die nachträglich aufgeklebten Textfelder. (Rechte Hälfte einer doppelseitigen Komposition mit 116.) | B II: 330 P II: 214                                            | tarh: Kesav ʿamal: Jagannāth                                | IS. 2:35-1896                 |
| 116                            |                               | Khwaja ʿAbd al-Majid Asaf Khan, einer von Akbars wichtigsten Feldherren, kämpft in der Schlacht gegen Rani Durgavati. | B II: 330–31 P II: 214                                         | tarh: Kesav Kalān ʿamal: Narsingh                           | IS. 2:36-1896                 |
| 117                            |                               | Khwaja Muʿazzam, ein Halbbruder von Akbars Mutter, hat seine Frau getötet. Als Akbar (im grünen Gewand Mitte links) ihn zur Rede stellt, scheint ein Diener des Khwaja im Begriff, den Herrscher angreifen zu wollen. Ein Gefolgsmann Akbars kommt ihm zuvor und schlägt dem Diener den Kopf ab. | B II: 337 P II: 218                                            | k. A.                                                       | IS. 2:37-1896                 |
| 118                            |                               | Khwaja Muʿazzam und die ständigen Gefährten seiner Trinkgelage werden gefesselt zum Fluss gebracht und dort ertränkt. Khwaja Muʿazzam überlebt und wird später in der Festung Gwalior eingekerkert, wo er schließlich stirbt. | B II: 337 P II: 218–19                                         | k. A.                                                       | IS. 2:38-1896                 |
| 119                            |                               | Auf dem Weg nach Malwa lässt Akbar wilde Elefanten einfangen, die gezähmt werden sollen (Juli 1564). Das eigentliche Ziel des Jagdausflugs ist es jedoch, ohne allzu viel Aufsehen zu erregen nach Süden vorzudringen und dort die Rebellion von ʿAbdullah Khan Uzbeg, dem Gouverneur der Provinz, im Keim zu ersticken. | B II: 342–43                                                   | tarah: Mahesh ʿamal: Kesav Khurd                            | IS. 2:40-1896                 |
| 120                            |                               | Akbar sieht beim Zähmen der kurz zuvor eingefangenen wilden Elefanten zu. | B II: 342–43                                                   | tarah: Laʿl ʿamal: Sānwala                                  | IS. 2:39-1896                 |
| 121                            |                               | Akbar siegt mit 300 Männern über die zahlenmäßig überlegene Truppe von ʿAbdullah Khan Uzbeg. Dieser selbst ist entkommen, aber seine Trommeln und Standarten hat man sichergestellt und präsentiert sie hier dem Kaiser. | B II: 348 P II: 227                                            | tarah: Mahesh ʿamal: Anant                                  | IS. 2:41-1896                 |
| 122                            |                               | Mirza Sulayman von Badachschan hatte versucht, Akbars Bruder Mirza Muhammad Hakim in seine Gewalt zu bringen. Dieser kann jedoch fliehen und bittet seinen Bruder um Hilfe. Akbars Truppen ziehen deshalb nach Norden, befreien als erstes die Festung von Jalalabad und töten dabei Qambar ʿAli, den von M. Sulayman eingesetzten Befehlshaber der Burg. | B II: 363 P II: 240–41                                         | tarh: Laʿl ʿamal: Rāmdās                                    | IS. 2:42-1896                 |
| 123                            |                               | Mirza Sulayman beendet die Belagerung Kabuls und flüchtet vor der anrückenden Mogularmee. | B II: 263–64 P II: 241                                         | ʿamal: Bhagwān nāmī chihra: Mādhav                          | IS. 2:49-1896                 |
| 10. Regierungsjahr (1565–1566) |                               | |                                                                |                                                             |                               |
| 124                            |                               | Mehrere Elefanten wurden bei einem Jagdausflug im Gebiet von Narwar Fort und Karera gefangen und in eine nahe Festung getrieben. Damit sie genug Wasser zur Verfügung haben, lässt Akbar ein großes Becken ausheben und mit Wasser füllen. (Rechte Hälfte einer doppelseitigen Komposition mit 125.) | B II: 371 P II: 245                                            | tarh: Laʿl ʿamal: Harī                                      | IS. 2:43-1896                 |
| 125                            |                               | Gefangene Elefanten im Burghof, für die Akbar eigens ein Wasserbecken hat anlegen lassen. | B II: 371 P II: 245                                            | tarh: Laʿl ʿamal: Khem                                      | IS. 2: 44-1896                |
| 126                            |                               | Bau der Festung von Agra (1565). (Rechte Hälfte einer doppelseitigen Komposition mit 127.) | B II: 373 P II: 247                                            | tarh: Miskīnā ʿamal: Sarwan.                                | IS. 2:45-1896                 |
| 127                            |                               | Bau der Festung von Agra. | B II: 373 P II: 247                                            | tarh: Miskīn ʿamal: Tulsī Khurd.                            | IS. 2:46-1896                 |
| 128                            |                               | Um eine Rebellion usbekischer Amire niederzuschlagen, deren Anführer ʿAli Quli Khan Zaman und dessen Bruder Bahadur Khan waren, hatte sich Akbar mit seinem Heer auf den Weg nach Osten gemacht. Zwei Tagesreisen vor Jaunpur, dem Jagir von ʿAli Quli Khan, machen mehrere Amire dem Herrscher ihre Aufwartung. Asaf Khan nutzt die Gelegenheit, um Akbar einen Teil der Kriegsbeute zu überreichen, die aus der Eroberung des Gond-Reiches im Vormonat stammt. Im Hintergrund liegt Jaunpur am Fluss Gomti. Juli 1565. (Rechte Hälfte einer doppelseitigen Komposition mit 129.) | B II: 379                                                      | tarh: keine Angabe ʿamal: Nānhā                             | IS. 2:51-1896                 |
| 129                            |                               | Asaf Khan präsentiert die Schätze aus Garha. Laut Akbar-nāma fand die Präsentation der Tributgaben schon zwei Tagesreisen vor Jaunpur statt. Der kurzen informellen Notiz am linken Bildrand ist jedoch zu entnehmen, dass es sich bei der Festung im Hintergrund um Jaunpur handelt. | B II: 379                                                      | tarh: Miskīnā ʿamal: Bhagwān                                | IS. 2:52-1896                 |
| 130                            |                               | Aus Sorge, dass seine Unterschlagung eines beträchtlichen Teils der Kriegsbeute aus Garha entdeckt wird, flüchtet Asaf Khan vom Hof, der zu dieser Zeit noch in Jaunpur lagert. Akbar schickt Shujaʿat Khan mit einigen Männern los, um ihn zu verfolgen. Als sie bei Kara den Ganges mit Booten überqueren, werden sie von Asaf Khans Gefolgsleuten beschossen. | B II: 383                                                      | tarh: Tulsī Kalān ʿamal: Jagjīvan                           | IS. 2:47-1896                 |
| 131                            |                               | Im Dezember 1565 treffen sich Munʿim Khan (Khan Khanan) und ʿAli Quli Khan Zaman, um eine Versöhnung mit Akbar auszuhandeln. Damit es keinesfalls unerwünschte Zuhörer gibt, treffen sie sich in Booten auf dem Ganges, in der Mitte zwischen Narainpur und Buxar. | B II: 386                                                      | tarh: Kesav ʿamal: Banwālī Khurd                            | IS. 2:48-1896                 |
| 132                            |                               | ʿAli Quli Khan weigert sich weiterhin, Akbar persönlich seine Aufwartung zu machen und schickt stattdessen Ibrahim Khan und seine Mutter an den Hof, die Elefanten als Geschenke mitbringen. Während die Mutter in den Gemächern des kaiserlichen Harems wartet, tritt Ibrahim Khan, als Zeichen seiner – und ʿAli Quli Khans – Unterwerfung, mit einem Schwert und einem Leichentuch um den Hals vor Akbar. Dieser verzeiht das unbotmäßige Verhalten ʿAli Quli Khans und befiehlt, Ibrahim Khan Schwert und Leichentuch abzunehmen. | B II: 388 P II: 260                                            | tarh: Basāvan ʿamal: Māh Muhammad                           | IS. 2:50-1896                 |
| 133                            |                               | Unterredung zwischen Bahadur Khan und Akbars Unterhändler Mir Muʿizz al-Mulk über einen möglichen Straferlass für ʿAli Quli Khan Zaman. Diese Illustration von Farrukh Beg scheint ursprünglich für eine andere Handschrift gedacht gewesen zu sein. Der ausgelöschte Text oben und unten war, wie noch sichtbar, von einer Wolkenform umgeben und befand sich nicht, wie bei allen anderen Illustrationen zu diesem 1. Akbar-nāma, in rechteckigen Tafeln. Die Werke von Farrukh Beg sind an seinem ausgeprägten persischen Stil erkennbar. | B II: 389                                                      | ʿamal: Farrukh Beg                                          | IS. 2:96-1896                 |
| 134                            |                               | Bei der Verfolgung von ʿAli Quli Khan fallen den Mogultruppen Boote und Ausrüstung der Gegner in die Hände. | B II: 395 P II: 266                                            | tarh: Kānhā ʿamal: Mukhlis                                  | IS. 2:97-1896                 |
| 11. Regierungsjahr (1566–1567) |                               | |                                                                |                                                             |                               |
| 12. Regierungsjahr (1567–1568) |                               | |                                                                |                                                             |                               |
| 135                            |                               | Im März 1567 lässt Akbar in der Provinz Lahore eine riesige qamargha mit tausenden von Treibern abhalten, die als die größte aller Zeiten beschrieben wird. Neben der Jagd selbst ist auf der Miniatur oben rechts ein zeitgleiches Ereignis dargestellt: Die Bestrafung von Hamid Bakari, einem Reiter der Leibgarde. Er hatte mit einem Pfeil auf ein anderes Mitglied des Hofes geschossen und sollte deshalb geköpft werden. Da die Enthauptung aber nicht gelang, wurde ihm zur Strafe der Kopf rasiert und er musste auf einem Esel rückwärts sitzend um das Jagdfeld reiten. (Rechte Hälfte einer doppelseitigen Illustration mit 136.) | B II: 417–18 P II: 282                                         | tarh wa nāmī chihra: Miskīnā ʿamal: Sarwan                  | IS. 2:55-1896                 |
| 136                            |                               | Die Maler haben die zusammengetriebenen Tiere mit großer Präzision wiedergegeben, so dass die Doppelseite auch Auskunft gibt über die Fauna Nordindiens im 16. Jh. Unter anderem sind Schraubenziegen, Punjab Wildschafe, Hirschziegenantilopen, Nilgauantilopen, Axishirsche, Goldschakale und Kleine Indische Zibetkatzen zu sehen. | B II: 417–18 P II: 282                                         | tarh: Miskīnā ʿamal: Mansūr                                 | IS. 2:56-1896                 |
| 137                            |                               | Asaf Khan und sein Bruder Wazir Khan hatten sich kurzzeitig ʿAli Quli Khan und dessen Bruder Bahadur Khan angeschlossen, wollten sich von diesen aber wieder trennen. Bei einem Fluchtversuch wird Asaf Khan gefangen genommen und auf einem Elefanten in einer Sänfte festgehalten. Auf der Illustration sind seine gefesselten Hände zu sehen. Wazir Khan gelingt es, zusammen mit seinem Sohn und einigen Gefolgsleuten, seinen Bruder zu befreien. Weil sich Wazir Khans Sohn dabei so tapfer geschlagen hat, erhält er den Ehrentitel „Bahadur Khan“. | B II: 419 P II: 283                                            | tarh: Jagan ʿamal: Narāyan chihra nāmī: Mādhav Khurd        | IS. 2:53-1896                 |
| 138                            |                               | Als Akbar nach Abschluss der Qamargha nach Lahore zurückkehrt, ertrinken zwei Männer aus seinem Gefolge im Fluss Ravi. | B II: 419                                                      | tarh: Laʿl ʿamal: Sānwala                                   | IS. 2:54-1896                 |
| 139                            |                               | In Lahore erfährt Akbar, dass die Usbeken um ʿAli Quli Khan erneut revoltieren. Er eilt deshalb mit seinen Truppen nach Agra und lagert unterwegs in Thanesar, das in unmittelbarer Nähe zu dem mythischen Schlachtort Kurukshetra liegt. Dort versammelten sich alljährlich hinduistische Gläubige, die großzügig Almosen verteilten. Da der Anteil an den frommen Gaben nicht zuletzt von einem günstigen Lagerplatz abhängt, kommt es zwischen zwei Gruppen der Sannyasins, die Abu 'l-Fazl als Kur und Pūrī bezeichnet, zu einem handfesten Streit. Schon vorher sollen die zahlenmäßig unterlegenen Puris den Mogulherrscher um Unterstützung gebeten haben. Während seines Aufenthaltes schickt Akbar (oben im Bild, zu Pferd) eigene Männer in den Kampf und verhilft den Puris damit zum Sieg. Der Anführer der Kur wird dabei getötet. April 1567. (Rechte Hälfte einer doppelseitigen Komposition mit 140.) | B II: 424 P II: 287                                            | tarh: Basāwan ʿamal: Tārā Kalān                             | IS. 2:61-1896                 |
| 140                            |                               | Nur noch Ausläufer des Schlachtgetümmels reichen bis auf diesen Teil der doppelseitigen Illustration. Neben den kämpfenden Sannyasis, die zu zwei verschiedenen Dashanami-Gruppen gehören, sind hier auch einige Nāth Yogis zu sehen, erkennbar an ihren weiten Mänteln, zuweilen auch Hüten oder einer Schnur über den Schultern mit herabhängenden farbigen Bändern. | B II: 424 P II: 287                                            | tarh: Basāwan ʿamal: Āsī, barādar-i Miskīnā                 | IS. 2:62-1896                 |
| 141                            |                               | Mirza Yusuf Khan, Lehenshalter von Kannauj, flüchtet beim Anrücken von ʿAli Quli Khan und seinen Truppen in die Festung von Shergarh, das Sher Shah Sur anstelle des alten Kannauj am Ufer des Ganges angelegt hatte. (Ursprünglich gedacht als rechte Hälfte einer doppelseitigen Komposition mit 142.) | B II: 425–426 P II: 289                                        | tarh: Kānhā ʿamal: Nandī walad-i Rāmdās                     | IS. 2:64-1896                 |
| 142                            |                               | Mirza Yusuf Khan flüchtet beim Anrücken von ʿAli Quli Khan und seinen Truppen in die Festung von Shergarh (Kannauj). Diese Illustration war ohne Zweifel geplant als linke Hälfte einer doppelseitigen Komposition mit 141; tatsächlich verwendet wird sie als rechte Hälfte einer Doppelseite mit 143. | B II: 425–426 P II: 289                                        | tarh: Kānhā ʿamal: Nānhā                                    | IS. 2:57-1896                 |
| 143                            |                               | Bei der Verfolgung von ʿAli Quli Khan überquert Akbar auf einem Elefanten den Ganges von West nach Ost. | B II: 427 P II: 290                                            | tarh: Jagan ʿamal: Nand Gwālīārī                            | IS. 2:58-1896                 |
| 144                            |                               | Akbars Truppen jagen ʿAli Quli Khan hinterher. (Mit 145 auf einer Doppelseite.) | B II: 427–428 P II: 290–291                                    | Nand Gwālīārī                                               | IS. 2:59-1896                 |
| 145                            |                               | Akbar muss den Ganges erneut überqueren, um ʿAli Quli Khan und dessen Bruder Bahadur Khan zu stellen. Dieses Mal passieren die kaiserlichen Truppen den Fluss bei Manikpur. Akbar führt den Elefanten selbst und verwendet dafür einen Ankus. | B II: 428                                                      | ʿamal: Ikhlās nāmī: Madhava                                 | IS. 2:60-1896                 |
| 146                            |                               | Der Kopf von ʿAli Quli Khan Zaman liegt unter einem Baum und wird später dort gefunden. (Mit Bild 147 auf einer Doppelseite.) | B II: 433                                                      | tarh wa nāmī chihra: Kesav Kalān ʿamal: Chetar Mūnī         | IS. 2:63-1896                 |
| 147                            |                               | Chitranand, einer der Elefanten der Mogularmee, der sich gerade in einer Musth-Phase befindet, stürmt mit voller Wucht in einen Elefanten der Rebellen, Udiya, der tot zusammenbricht. | B II: 432 P II: 294                                            | k. A.                                                       | IS. 2:115-1896                |
| 148                            |                               | Bahadur Khan als Gefangener vor Akbar. | B II: 432 P II: 294                                            | tarh: Kesav Kalān ʿamal: Mādhav Kalān                       | IS. 2:65-1896                 |
| 149                            |                               | Nach der siegreichen Schlacht gegen ʿAli Quli Khan und seinen Bruder begibt sich Akbar mit seinen Truppen in Richtung Benares, um dort weitere Anhänger der usbekischen Rebellen gefangen zu nehmen. Dabei fallen den Moguln auch die Frauen und der Eunuch von Bahadur Khan, Khwaja ʿAlam, in die Hände. Letzterer wird als persönlicher Diener Akbars übernommen, ergreift jedoch die erste Gelegenheit zur Flucht, die aber nur von kurzer Dauer ist. Hier wird er Akbar in der Festung von Kara vorgeführt. | B II: 435 P II: 297                                            | k. A.                                                       | IS. 2:89-1896                 |
| 150                            |                               | Bestrafung der Unterstützer von ʿAli Quli Khan. | B II: 435 P II: 297                                            | tarh: Miskīnā ʿamal: Banwālī Kalān                          | IS. 2:90-1896                 |
| 151                            |                               | Belagerung der Rajputenfestung von Chittorgarh, der wichtigsten Burg von Mewar, die sich in der Hand von Udai Singh II. aus dem Clan der Sisodia befand. Die Mogularmee umgibt die Festung mit mehreren Einheiten, von denen eine die Aufgabe hat, überdachte Gänge (sābāṭ) anzulegen, in deren Schutz die Soldaten bis zur Festung vordringen können. Links unten im Bild sieht man die Arbeiter bei ihrem Werk. Texttreu zeigt die Miniatur die mit Rohhaut bespannten Gitter, die die Bauarbeiter vor den Pfeilen der Gegner schützen sollen. (Rechte Hälfte einer doppelseitigen Komposition mit 152.) | B II: 467 P II: 320–321                                        | tarh: Miskīnā ʿamal: Sarwan                                 | IS. 2:66-1896                 |
| 152                            |                               | Bei der Belagerung der Festung von Chittor versucht eine Truppeneinheit unter dem direkten Befehl Akbars (im Bild links unten), Tunnel im Felsen bis unter die Mauern der Burg voranzutreiben. Der Eingang zu einem solchen Tunnel ist links von der Bildmitte erkennbar. Der Plan sah vor, zwei Stollen mit großen Mengen Schießpulver zu füllen, um damit die Burgmauer zu sprengen und in den dadurch entstandenen Durchlass einzudringen. Am 17. Dezember 1567 kommt es jedoch zu einem schweren Unfall, weil die bereitstehenden Angreifer schon nach der Detonation der ersten Sprengladung zur Festung stürmen. Rund zweihundert Mogulsoldaten werden von der zweiten Explosion in den Tod gerissen. | B II: 468–469                                                  | tarh: Miskīnā ʿamal: Bhūra                                  | IS. 2:67-1896                 |
| 153                            |                               | Nachdem die sābāts fertiggestellt und mehrere Durchbrüche durch die Festungsmauern den Weg freigegeben hatten, konnten die Soldaten der Mogularmee in die Burg eindringen. In der zweiten Hälfte der Nacht gelingt es Akbar, den Kommandanten der Burg, Jaimal, zu erschießen. Wenige Stunden später, am 24. Februar 1568, fällt die Festung in die Hände der Moguln. | B II: 472                                                      | k. A.                                                       | IS. 2:68-1896                 |
| 154                            |                               | Der Rajputenherrscher Udai Singh II. hatte sich bereits vor der Belagerung nach Udaipur in Sicherheit gebracht. Der Tod seines Kommandanten Jaimal bedeutet endgültig den Fall der Festung. Die Frauen werden nach rajputischem Brauch im Jauhar verbrannt und die Männer stürzen sich todesmutig in ihre letzte Schlacht. Im Bild oben sieht man die brennenden Frauengemächer. Die leere Texttafel mit durchscheinenden Schriftresten bezeugt ein weiteres Mal die nachträgliche Umgestaltung der Handschrift. | B II: 472                                                      | k. A.                                                       | IS. 2:69-1896                 |
| 13. Regierungsjahr (1568–1569) |                               | |                                                                |                                                             |                               |
| 155                            |                               | Nach einem Besuch am Grab seines Vaters Humayun und verschiedener Schreine hält Akbar eine qamargha-Jagd in Palam ab. (Rechte Hälfte einer doppelseitigen Komposition mit 156.) | B II: 489–490 P II: 334                                        | tarh: Mukund ʿamal: Manohar                                 | IS. 2:71-1896                 |
| 156                            |                               | Qamargha in der Umgebung von Delhi. | B II: 489–490 P II: 334                                        | tarh: Mukund ʿamal: Narāyan                                 | IS. 2:70-1896                 |
| 157                            |                               | Am 8. Februar 1569 erreicht das Mogulheer die strategisch bedeutsame Festung Ranthambhor des Rajputenfürsten Surjan Hada, eines Vasallen von Rana Udai Singh II. Abū’l Fazl berichtet, dass Akbar am Tag nach seiner Ankunft auf einen Berg steigt und die Lage der Burg begutachtet. (Akbar oben rechts im weißen Gewand.) | B II: 491                                                      | tarh: Khem Karan ʿamal: Khem Karan                          | IS. 2:73-1896                 |
| 14. Regierungsjahr (1569–1570) |                               | |                                                                |                                                             |                               |
| 158                            |                               | Um die Festung Ranthambhor unter Beschuss zu nehmen, werden mit vielen Mühen Kanonen auf einen gegenüberliegenden Berg befördert. | B II: 494                                                      | tarh: Miskīnā ʿamal: Paras                                  | IS. 2:72-1896                 |
| 159                            |                               | Belagerung und Beschuss von Ranthambhor. | B II: 494                                                      | tarh: Miskīnā ʿamal: Bhūra                                  | IS. 2:74-1896                 |
| 160                            |                               | Am 21. März 1569 unterwirft sich Raja Surjan und überreicht Akbar Geschenke und die Schlüssel der Festung. | Ü II: 495                                                      | tarh: Mukund ʿamal: Shankar                                 | IS. 2:75-1896                 |
| 161                            |                               | Akbar (zu Pferd) in der Festung Ranthambhor. | B II: 495–496                                                  | tarh: Laʿl ʿamal: Shankar                                   | IS. 2:76-1896                 |
| 162                            |                               | Geburt von Salim, dem späteren Jahangir, am 30. August 1569 in Fatehpur Sikri. Der Maler Kesav Kalān gewährt oben im Bild einen Fernblick über die Landschaft auf eine perspektivisch richtig verkleinerte Häusergruppe. Diese Art der Landschaftsdarstellung im Hintergrund wird sehr beliebt in der Mogulmalerei der 1590er Jahre. | B II: 503–504                                                  | tarh: Kesav Kalān ʿamal: Dharmdās                           | IS. 2:78-1896                 |
| 163                            |                               | In Agra erhält Akbar Nachricht von der Geburt seines Sohnes. Einem alten Brauch folgend wartet er mehrere Wochen, bis er den langersehnten Sohn sieht. | B II: 503–505                                                  | tarh: Kesav Kalān ʿamal: Chitra                             | IS. 2:79-1896                 |
| 164                            |                               | Für den Fall, dass seine Gebete für einen Sohn erhört werden, hatte Akbar einen Pilgergang von Agra zum Grab Mu’in ud-Din Chishtis in Ajmer gelobt. Dieses Gelübde löst er ein halbes Jahr nach der Geburt seines Stammhalters ein. Am 20. Januar 1570 macht sich Akbar auf den Weg und erreicht Ajmer am 4. Februar 1570. | B II: 510–511 P II: 350                                        | tarh: Basāwan ʿamal: Nand Gwālīārī                          | IS. 2:77-1896                 |
| 15. Regierungsjahr (1570–1571) |                               | |                                                                |                                                             |                               |
| 165                            |                               | Geburt von Akbars Sohn Murad am 7. Juni 1570. | B II: 514                                                      | ʿamal: Bhūra chihra nāmī: Basāwan                           | IS. 2:80-1896                 |
| 166                            |                               | Einige Persönlichkeiten von Nagaur sind Akbar entgegengekommen und laden ihn im Namen des Gouverneurs, Khan Kilan, zu einem Gastmahl ein. | B II: 517 P II: 357                                            | chihra nāmī: Basāwan Farrukh                                | IS. 2:81-1896                 |
| 167                            |                               | Akbar lässt einen versandeten Teich bei Nagaur, den Kukar Talao, reinigen. (Rechte Hälfte einer doppelseitigen Komposition mit 168.) | B II: 517                                                      | tarh: Kesav Kalān ʿamal: Chetarmūnī                         | IS. 2:82-1896                 |
| 168                            |                               | Akbar sieht der Reinigung des Kukar Talao zu. | B II: 517                                                      | tarh: Kesav Kalān ʿamal: Bhagwān                            | IS. 2:83-1896                 |
| 169                            |                               | Auf dem Weg von Nagaur nach Pakpattan jagt Akbar zum ersten Mal Wildesel (gorkhar). Dabei ist er zu Fuß unterwegs und wird in der Hitze sehr durstig. Da er sich aber inzwischen weit von den Wasserträgern entfernt hat, kann er nichts trinken und wird so schwach vor Durst, dass er nicht mehr sprechen kann. Durch „göttliche Wegweisung“ finden die Wasserträger schließlich doch noch den Weg durch die Wüste zu Akbar. Auf dem Bild ist zu sehen, wie Akbar ein Wasserkrug gereicht wird. | B II: 522                                                      | ʿamal: Mahesh chihra nāmī: Kesu                             | IS. 2:84-1896                 |
| 16. Regierungsjahr (1571–1572) |                               | |                                                                |                                                             |                               |
| 170                            |                               | Während seines Aufenthaltes in Pakpattan sieht er Fischern mit einer außergewöhnlichen Fangtechnik zu: Sie tauchen und fangen die Fische mit ihren Mündern und Händen oder spießen sie mit Eisensperen auf. Der Fluss im Vordergrund soll wahrscheinlich der Satluj sein, die Stadt im Hintergrund Pakpattan. | B II: 526                                                      | tarh: Kesav Kalān ʿamal: Chetarmūnī                         | IS. 2:85-1896                 |
| 171                            |                               | Auf dem Weg von Pakpattan nach Lahore wird Akbar in Depalpur von seinem Milchbruder Mirza ʿAziz Koka zu einem Fest eingeladen. (Rechte Hälfte einer doppelseitigen Komposition mit 172.) | B II: 528–529                                                  | tarh: Jagan ʿamal: Sūr Dās chihra nāmī: Mādhava             | IS. 2:94-1896                 |
| 172                            |                               | Abu 'l-Fazl erwähnt nur, dass Mirza ʿAziz Koka sich bei diesem Fest im April 1571 sehr bemüht hat. Eine andere Quelle berichtet von den außerordentlich üppigen Geschenken für Akbar, die auch auf dieser Doppelseite zu sehen sind: Arabische und persische Pferde, ausgesuchte Elefanten mit goldenen und silbernen Ketten, goldene Gefäße, Thronsitze, wertvolle Juwelen und Stoffe aus aller Welt. Die Prinzen, die Damen des kaiserlichen Harems, die Gelehrten und Offiziere erhielten ebenfalls Geschenke. Die Illustrationen 171 und 172 zeigen also ganz außergewöhnliche Festlichkeiten. | B II: 528–529                                                  | tarh: Jagan ʿamal: Asīr                                     | IS. 2:95-1896                 |
| 173                            |                               | Akbar auf der Jagd mit Geparden. Die Jagd hat entweder auf dem Weg von Dipalpur nach Lahore, von Lahore nach Hisar oder von Hisar nach Ajmer stattgefunden. Da es keine Texttafeln auf den Illustrationen gibt, bleibt die Zuordnung vage. | B II: 529–530                                                  | tarh: Laʿl ʿamal: Sānwala                                   | IS. 2:92-1896                 |
| 174                            |                               | Akbar begutachtet seine Jagdbeute bei Fackelschein. | B II: 529–530                                                  | tarh: Laʿl ʿamal: Kesav Khurd                               | IS. 2:93-1896                 |
| 175                            |                               | Akbar hatte sich mit seiner Bitte um einen Nachfolger ehemals an einen Einsiedler namens Salim Chishti gewandt, der in dem Dorf Sikri lebte. Nach der Geburt seiner beiden Söhne Salim und Murad befahl Akbar den Ausbau des Ortes in großem Stil, der nach der Eroberung Gujarats in Fatehpur Sikri umbenannt wurde. (Rechte Hälfte einer doppelseitigen Komposition mit 176.) | B II: 530–531                                                  | tarh: Tulsī ʿamal: Bandī chihra nāmī: Madhav Khurd          | IS. 2:91-1896                 |
| 176                            |                               | Der Ausbau von Fatehpur Sikri. Im Hintergrund das Elefanten-Tor, Hathi Pol. | B II: 530–531                                                  | tarh: Tulsī ʿamal: Bhawānī                                  | IS. 2:86-1896                 |
| 17. Regierungsjahr (1572–1573) |                               | |                                                                |                                                             |                               |
| 177                            |                               | Khan Kalan, ein Bruder von Atka Khan befindet sich zusammen mit anderen Offizieren auf dem Feldzug nach Gujarat. (Auf einer Doppelseite mit 178.) | B III:6–7 P III: 4                                             | tarh: Miskīnā ʿamal: Kesav Khurd                            | IS. 2:87-1896                 |
| 178                            |                               | Im Ort Bhadrajun machen einige Rajputen Khan Kalan ihre Aufwartung. Sie geben vor, die untertänigen Grüße des Statthalters von Sirohi übermitteln zu wollen, doch einer von ihnen stößt dem Khan beim Abschied einen Dolch ins Schlüsselbein. Der Angreifer wird sogleich getötet, Khan Kalan überlebt den Anschlag. | B III:6–7 P III: 4                                             | tarh: Miskīnā ʿamal: Sarwan                                 | IS. 2:88-1896                 |
| 179                            |                               | Während des Feldzuges nach Gujarat trifft die kaiserliche Armee vor Sarnal, etwa 65 km nördlich von Vadodara, auf Ibrahim Husayn Mirza und seine Kämpfer. Der Ort der Schlacht ist mit dornigen Sträuchern, Euphorbia antiquorum, bewachsen, so dass die Bewegungsmöglichkeiten eingeschränkt sind. Das Bild illustriert eine gefährliche Situation für Akbar: drei gegnerische Reiter halten auf ihn zu. Einen von ihnen greift Rajah Bhagwant Das mit seinem Speer an, die beiden anderen bedrohen Akbar (Bildmitte, mit Feder auf dem Helm). Dieser setzt beherzt mit dem Pferd über eine Dornenhecke und stellt sich ihnen entgegen. „Durch den Glanz des göttlichen Lichtes (pers. farr-i īzadī) haben diese beiden frechen Kerle den Mut verloren und die Flucht ergriffen.“ Deshalb wenden sie Akbar den Rücken zu. (Rechte Hälfte einer doppelseitigen Komposition.)                                          | B III: 21 P III: 15                                            | tarh: Laʿl ʿamal: Bābū Naqqāsh                              | IS. 2:106-1896                |
| 180                            |                               | Ibrahim Husayn Mirza und seine Armee. Im Hintergrund der Ort Sarnal am Fluss Mahi. Die Mirzas gehörten zu den größten Gegnern der Moguln bei der Eroberung Gujarats. | B III: 20–21 P III: 15                                         | tarh: Laʿl ʿamal: Sānwala                                   | IS. 2:107-1896                |
| 181                            |                               | Nachdem die Moguln verschiedene Städte in Gujarat erobert haben, belagern die Truppen der Mirzas und Sher Khan Fuladis die Stadt Patan, die inzwischen ebenfalls in der Hand der Moguln ist. Mirza ʿAziz Koka und Qutb ud-Din Muhammad Khan eilen den Belagerten zu Hilfe und am 22. Januar 1573 kommt es zur Schlacht. Die Szene illustriert konkret eine Textpassage: Mirza ʿAziz Koka will nochmals zum Angriff reiten, als ihm Yar Muhammad in die Zügel greift um ihn zurückzuhalten. (Rechte Hälfte einer doppelseitigen Komposition mit 182.) | B III: 35                                                      | tarh: Laʿl ʿamal: Dhanūn                                    | IS. 2:108-1896                |
| 182                            |                               | Nur durch den besonderen Einsatz von Qutb ud-Dīn und Mirzā ʿAziz Koka können die Moguln schließlich den Sieg davon tragen. Sher Khan Fuladi und die Mirzas entkommen. Im Hintergrund ist Patan mit dem Fluss Sarasvati zu sehen. Unten links im Bild ein Reiter ohne Helm mit verbundener Hand; möglicherweise handelt es sich um Shah Muhammad Khan, dessen Verwundung im Tarikh-i Akbari erwähnt wird. | B III: 33–36                                                   | tarh: Laʿl ʿamal: Manī                                      | IS. 2:109-1896                |
| 183                            |                               | Am 27. Februar 1573 betritt Akbar siegreich die Festung von Surat. | B III: 40                                                      | Farrūkh Beg                                                 | IS. 2:117-1896                |
| 18. Regierungsjahr (1573–1574) |                               | |                                                                |                                                             |                               |
| 184                            |                               | Husayn Quli Khan, ein Neffe von Bairam Khan, und einige andere Offiziere überraschen Ibrahim Husayn Mirza und seinen Bruder Masʿud Husayn in Tulamba bei Multan. Masʿud wird gefangen genommen, Ibrahim entkommt. (Rechte Hälfte einer doppelseitigen Komposition mit 185.) | B III: 53                                                      | tarh: Tulsī Kalān ʿamal: Banwārī                            | IS. 2:104-1896                |
| 185                            |                               | Der Angriff von Husayn Quli Khan kam so überraschend für die Mirzas, dass Masʿud einen Boten schicken musste, der seinen Bruder von der Jagd zurückholt. Nach Auskunft Bada’unis war die Schlacht im Grunde schon verloren, bevor Ibrahim Mirza von der Jagd zurück war. Er kann zwar flüchten, stirbt aber wenig später bei einem Überfall. Im Bild oben ist der Mirza bei der Jagd dargestellt. | B III: 53                                                      | tarh wa ʿamal: Khemkaran                                    | IS. 2:105:1896                |
| 186                            |                               | Akbar kehrt aus Gujarat nach Fatehpur Sikri zurück und kommt dort am 3. Juni 1573 an. Bald darauf präsentiert Husayn Quli Khan Masʿud Mirza und einige weitere Gefangene von der Schlacht bei Tulamba. (Rechte Hälfte einer doppelseitigen Komposition mit 187.) | B III: 56                                                      | ʿamal: Husayn Naqqāsh chihra nāmī: Kesav                    | IS. 2:113-1896                |
| 187                            |                               | Die gefangenen Anhänger der Mirzas sind zum Amüsement der Zuschauer in Tierhäute eingewickelt. Laut Abu 'l-Fazl handelt es sich um Kuhhäute, an denen sich noch die Hörner befinden. Bada’uni berichtet stattdessen, dass man den fast 300 Gefangenen die Häute von Eseln, Schweinen und Hunden über das Gesicht gezogen hat. Akbar soll sogleich ihre Befreiung von dieser Kostümierung befohlen haben. | B III: 56                                                      | tarh: Basāwan ʿamal: Mansūr                                 | IS. 2:112-1896                |
| 188                            |                               | Nicht näher identifizierbare Schlachtenszene. Evtl. zeigt sie ein kleineres Kampfgeschehen an der Grenze von Dungarpur, April/Mai 1573. | B III: 57–84                                                   | tarh: Kesav Kalān ʿamal: Chetarmūnī                         | IS. 2:116-1896                |
| 189                            |                               | Akbar hatte die Verwaltung Gujarats an den Khan Aʿzam Mirza ʿAziz Koka übertragen. Doch nachdem die kaiserliche Armee in die Hauptstadt zurückgekehrt war, versuchten Muhammad Husayn Mirza und Sher Khan Fuladi, einige der verlorenen Städte zurückzuerobern und belagerten schließlich Ahmedabad. Der Khan Aʿzam sah sich nicht in der Lage, die Belagerer zu vertreiben, und musste sich verschanzen. Als Akbar von den Geschehnissen erfährt, eilt er mit einem kleinen Heer nach Ahmedabad und erreicht die Stadt nach nur elf Tagen am 2. September 1573. Schon kurz nach seiner Ankunft kommt es zur Schlacht, die wahrscheinlich hier dargestellt ist. Welche Textpassage genau die Maler illustrieren wollten, lässt sich nicht sicher ermitteln. | B III: 76–86                                                   | tarh: Miskīnā ʿamal: Banwālī Khurd                          | IS. 2:98-1896                 |
| 190                            |                               | Muhammad Husayn Mirza gefangen vor Akbar. | B III: 84                                                      | tarh: Miskīn ʿamal: Mahesh                                  | IS. 2:99-1896                 |
| 191                            |                               | Am 5. Oktober 1573 reitet Akbar im Triumph in Fatehpur Sikri ein. Dass alle Begleiter mit erhobenen Speeren und Lanzen in die Hauptstadt reiten sollten, ist auf dem Bild deutlich zu erkennen. Vorn links im Bild ist ein Teil des Hiran Minar zu erkennen. Akbar wird von seinen drei Söhnen mit einem kornish begrüßt; dabei wird die Handfläche an die Stirn gelegt und der Kopf geneigt. Die drei Prinzen sind zu diesem Zeitpunkt erst vier, drei und ein Jahr alt, folglich also nicht altersentsprechend dargestellt. (Rechte Hälfte einer doppelseitigen Komposition mit 192.) | B III: 91                                                      | tarh: Kesav Kalān ʿamal: Nar Singh                          | IS. 2:110-1896                |
| 192                            |                               | Diese linke Hälfte der Doppelseite zeigt den allgemeinen Betrieb in der Stadt. Die Textfelder auf diesen beiden Bildhälften tragen noch den unrevidierten Text, der in den heutigen Editionen so nicht zu finden ist. | B III: 91                                                      | tarh: Kesav Kalān ʿamal: Jagjivan                           | IS. 2:111-1896                |
| 19. Regierungsjahr (1574–1575) |                               | |                                                                |                                                             |                               |
| 193                            |                               | Szene einer unbekannten Schlacht, wahrscheinlich in Bengalen. | B III: 91–250                                                  | tarh: Miskīn ʿamal: Āsī                                     | IS. 2:100-1896                |
| 20. Regierungsjahr (1575–1576) |                               | |                                                                |                                                             |                               |
| 21. Regierungsjahr (1576–1577) |                               | |                                                                |                                                             |                               |
| 194                            |                               | Am 20. Juni 1574 war Akbar mit einer Flotte auf der Yamuna bis nach Patna gereist, wo er am 4. August 1574 ankam. Die Einnahme der Stadt gelang rasch und die Mogularmee machte reiche Beute, doch der Sultan von Bengalen, Da’ud Khan Karrani, konnte fliehen. Akbar kehrte nach Fatehpur Sikri zurück und überließ die Verfolgung Da’uds einigen hohen Offizieren. Die Eroberung Bengalens erwies sich indessen als schwieriger als gedacht und es gab immer wieder Rückschläge, so dass sich Akbar entschloss, das Heer im Osten persönlich anzuführen. Am 22. Juli 1576 bricht er von Fatehpur Sikri auf, aber noch bevor er Agra erreicht, bringt ein Bote den Kopf Da’uds und die Siegesmeldung aus Bengalen. Das Bild zeigt Akbars Dankgebet für diesen Sieg. | B III: 250                                                     | tarh: Laʿl ʿamal: Nand                                      | IS. 2:101-1896                |
| 195                            |                               | Eine Rückblende im Text beschreibt das Geschehen in der Schlacht von Rajmahal am 12. Juli 1576. Aufgrund der Regenzeit ist das Land weithin überschwemmt. Die Mogultruppen haben die Oberhand gewonnen und die gegnerischen Kämpfer vertrieben, von denen viele in den Flüssen ertrunken sind. Da’ud Khan, dessen Pferd im Sumpf steckengeblieben war, wird gefangen genommen und vor Khān Jahān gebracht, der seine Enthauptung befiehlt. Die Darstellung der Pferde im Vordergrund von hinten ist eine Neuerung in der Mogulmalerei und wurde höchstwahrscheinlich von europäischen Bildern übernommen. | B III: 255                                                     | tarh: Laʿl ʿamal: Prem Jīv Gujarātī                         | IS. 2:102-1896                |
| 196                            |                               | Die Eroberung von Idar am 22. Februar 1577. Der Text betont, dass Nur Qilich trotz einer Wunde an seiner Hand tapfer weitergekämpft hat. Er ist im Mittelpunkt des Bildes mit einer weißen Binde um die linke Hand gut zu erkennen. | Ü III: 281                                                     | tarh wa ʿamal: Tulsī Kalān                                  | IS. 2:103-1896                |
| 22. Regierungsjahr (1577)      |                               | |                                                                |                                                             |                               |
| 197                            |                               | Verschiedene Gesandte vor Akbar. Das Bild lässt sich nicht exakt zuzuordnen. Möglicherweise sind darin mehrere Szenen vom Juli/August 1577 kombiniert. Diese Illustration ist von besonderer Bedeutung für die Geschichte der Mogulmalerei: es ist eines der frühesten Beispiele für die Porträtierung von wichtigen Persönlichkeiten in Audienzszenen. Diese Art der Darstellung wurde unter Akbars Nachfolger Jahangir zum Standard. Der Maler Madhav hat insgesamt acht Personen porträtiert, von denen einige Namen rechts am Rand vermerkt sind: ganz oben Raja B(h)agwant Das, darunter Raja Todar Mal, die beiden folgenden, kaum entzifferbaren Namen liest Seyller als Sadiq Khan und Khidmat Rai. | Ü III: 295–6                                                   | tarh: Miskīn ʿamal: Sarwan chihra nāmī hasht sūrat: Mādhava | IS. 2:114-1896                |